# Musée Champollion (Vif)
Ne pas confondre avec le musée Champollion de Figeac, qui rend également hommage à Champollion
Le musée Champollion de Vif, aussi appelé maison Champollion ou le domaine des Ombrages, est un musée d'histoire du département de l'Isère situé dans la maison familiale de Jacques-Joseph Champollion, frère de l'égyptologue Jean-François Champollion. Il est consacré à la mémoire de ces deux personnages et notamment à la naissance de l'égyptologie.
Ouvert temporairement de 2004 à 2005, il fut ensuite fermé pour une rénovation complète et un agrandissement avant de rouvrir au public le 5 juin 2021. Labellisé « musée de France » en 2020, l'annonce de son ouverture est faite lors du 12e congrès international d'égyptologie se tenant au Caire en novembre 2019.
Il est le onzième musée départemental de l'Isère.

## Historique

### Histoire du domaine
L'histoire connue de la propriété renfermant le musée remonte au XVIIe siècle avec la famille Bailloud puis 1710, date à laquelle elle est achetée à la famille Ambel par Étienne Bonnot-Latour qui lui donne l'aspect qu'elle possède encore actuellement. Deux membres illustres de cette famille, Gabriel Bonnot de Mably et Étienne Bonnot de Condillac, firent de nombreux séjours dans cette propriété durant leur enfance et jeunesse.
Le domaine dit « Les Ombrages » est par la suite racheté en 1778 aux Bonnot-Latour par Pierre Berriat, notable grenoblois, qui la transmet en héritage à sa fille Zoé Berriat et à son gendre, Jacques-Joseph Champollion, alors bibliothécaire de la Bibliothèque municipale de Grenoble.
Son frère, Jean-François, y fait de nombreux séjours durant ses études de 1801 à 1807 alors qu'il fréquente le lycée impérial de Grenoble ou lorsqu'il enseigne l'histoire à l'université de Grenoble jusqu'en 1821: quatre heures de marche lui sont alors nécessaires pour faire le parcours Grenoble - Vif par le cours Saint-André et la route de Provence. Après avoir rejoint son frère à Paris en 1821, il ne repassera que par deux fois au domaine des Ombrages : en 1824, où il rencontre pour la première fois sa fille Zoraïde, puis en 1826 avant son départ définitif pour Paris. C'est au cours de ce dernier séjour qu'il apprend la prochaine création d'une galerie égyptienne au musée du Louvre et sa nomination au poste de conservateur de ce musée.
Par la suite, le domaine passe à Aimé-Louis Champollion que sa mère Zoé Berriat lui a légué avant sa mort en 1853. Très impliqué dans la vie politique vifoise, Aimé aura une fille, Alice-Louise Champollion-Figeac, qui épousera Léon de la Brière. Ce dernier meurt à Vif en 1899, laissant derrière lui son fils Yves de La Brière (né à Vif en 1877) et sa fille Chantal de la Brière, qui demeurera de manière définitive dans le domaine jusqu'à sa mort en 1954,,.
Le dernier membre des descendants de Jacques-Joseph Champollion ayant vécu au domaine des Ombrages était Mme Marie-Aimée Jacques Chateauminois, décédée le 8 juin 2014, qui vendit la propriété au Conseil général de l'Isère en 2001.

### Première ouverture

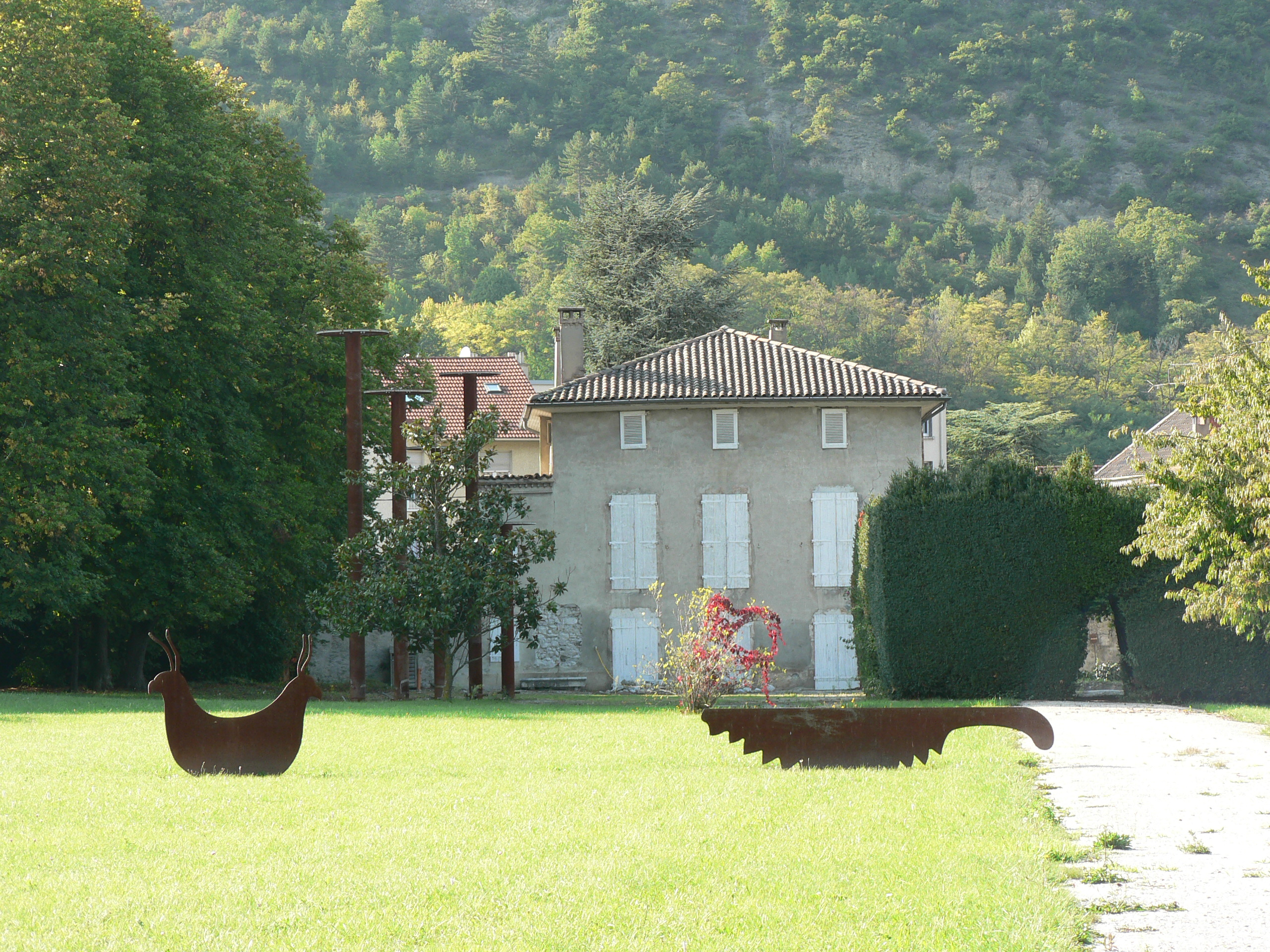
La propriété « Les Champollion » en 2011 avant sa restauration.

La propriété, d'une superficie de 2,48 hectares, est inscrite au titre des monuments historiques en 1994, mais va rester dans la famille des descendants de Champollion jusqu'en 2001. Elle est alors rachetée avec meubles, tableaux et archives par le Conseil général de l'Isère qui la transforme en musée ouvrant temporairement à partir du 5 septembre 2004 jusqu'au 19 septembre 2005, à la faveur de la 9e conférence internationale d'égyptologie se tenant à Grenoble,. En 2007 vient s'ajouter la bibliothèque des deux frères, riche de 1 045 ouvrages regroupant leurs publications et des livres d’histoire, d’archéologie et d’égyptologie. Mais des conflits personnels et politiques viennent stopper le projet de musée durant douze ans,.

### Relance du projet

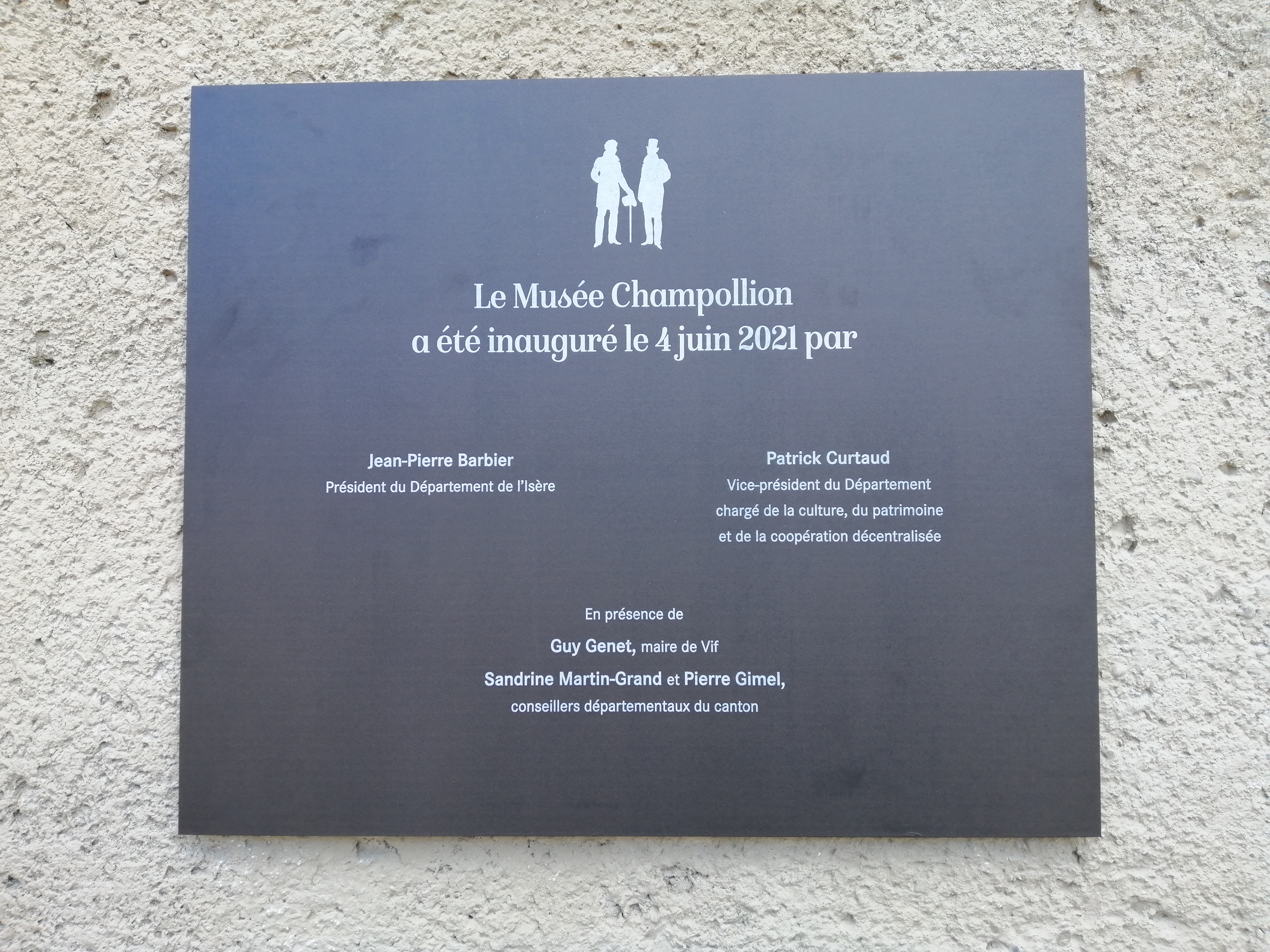
Plaque d'inauguration du musée.

En décembre 2016, le projet est relancé par le département de l'Isère avec un agrandissement des locaux et une ouverture prévue fin 2020. Les travaux de réhabilitation et de réaménagement débutent fin 2018 tandis que la première pierre de l'extension est posée en mai 2019, mais un retard des travaux dû à la crise sanitaire en 2020 laisse envisager une inauguration au premier trimestre 2021. Le musée, d'un coût global de 6,5 millions d'euros, est finalement inauguré le 4 juin 2021 et ouvert au public le lendemain 5 juin.
Entre 50 000 et 70 000 visiteurs par an sont attendus.
Vers la fin août 2021 (soit presque trois mois après son inauguration), le musée a déjà accueilli plus de 7 000 visiteurs, avec une moyenne de quatre-vingts à cent-trente visiteurs par jour.
Dans le cadre de la conférence de presse de l'office du tourisme du département de l'Isère déroulée au musée Champollion en début juin 2022 pour présenter la saison estivale 2022 ainsi que les futures expositions temporaires mises en place dans le cadre du bicentenaire du déchiffrement des hiéroglyphes, le musée fait état de 25 000 visiteurs enregistrés depuis son inauguration, un an auparavant.

### Rénovation
Le projet du musée Champollion prévoyait une nouvelle présentation muséographique ainsi qu'une restructuration complète des espaces existants d'une surface de 728 m2, mais également la reconstruction d'un nouveau bâtiment de 354 m2 où se dérouleraient des expositions temporaires. Dans un article de Captiv magazine de novembre 2014, le maire de Vif indiquait que la réouverture du musée devrait intervenir avant la fin de son mandat en 2020, et qu'il était très important pour la ville compte tenu des 30 000 visiteurs accueillis lors de la dernière année d'ouverture.
Le parc Champollion, quant à lui, bénéficie de grands aménagements en parallèle du musée actés par le conseil municipal : en effet, il a été mis à la disposition de la commune par le Département et verra de nombreuses améliorations : aménagement d'un espace bucolique avec un kiosque à musique, des bancs et des cheminements piétonnier ainsi que l'ajout de fleurs et d'arbres. Le parc pourra recevoir des évènements en plein air.

### Le musée et ses partenariats
Le musée Champollion est le onzième musée départemental de l'Isère et le second musée de France (après le Louvre) entièrement consacré à l'égyptologie et à son historiographie. Sa collection, répartie sur 1 100 m2 de bâtiment et dépendances, est composée de plus de 300 antiquités et 1 100 ouvrages ; la propriété, elle, est aussi surnommée le « domaine des Ombrages », le « domaine Les Champollion » ou encore la « maison des champs ».
Plusieurs partenariats sont noués avec des institutions muséales soutenant le projet dont le département des antiquités égyptiennes du musée du Louvre, le musée national de la Marine, le muséum d'histoire naturelle de Grenoble et le musée de Grenoble. Seize musées en France accordent des dépôts au musée Champollion, dont celui du Louvre apportant 85 antiquités égyptiennes.

### Découverte de peintures murales
Durant la rénovation de la maison de maître, en février 2021, des peintures murales en fresque datant des XVIIe et XVIIIe siècles sont découvertes sur les murs de toute une pièce du premier étage. Recouvertes au XIXe siècle sous du papier peint, elles représentent la propriété telle qu'elle était à l'époque ainsi qu'un riche décor floral, très certainement jamais observé par les frères Champollion et leur famille.
Les murs de la salle et leurs peintures ont été entièrement dégagés et restaurés au cours des travaux du musée par la restauratrice Caroline Snyers.

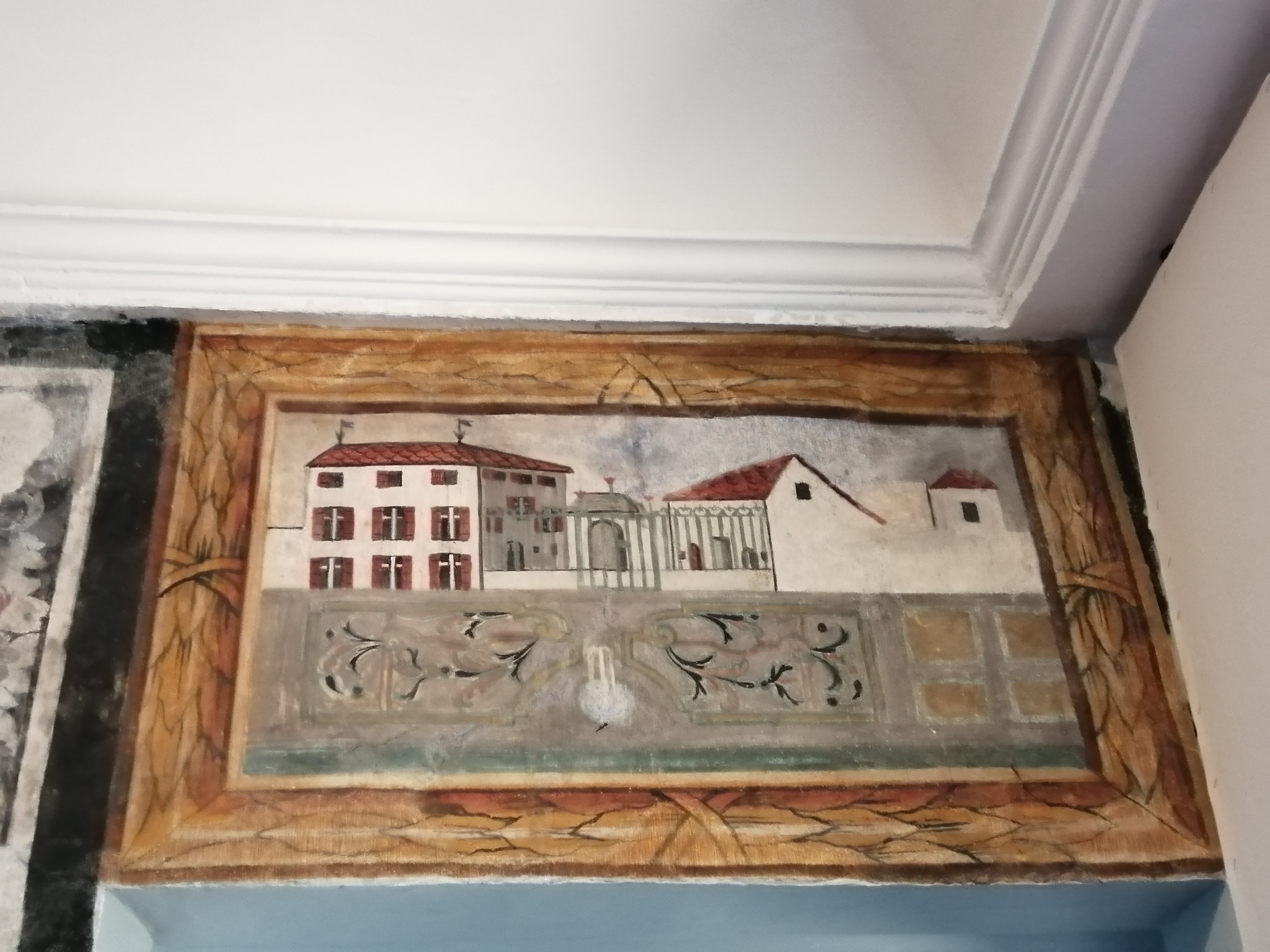
L'une des peintures murales, représentant le Domaine des ombrages autour du XVIIIe siècle.
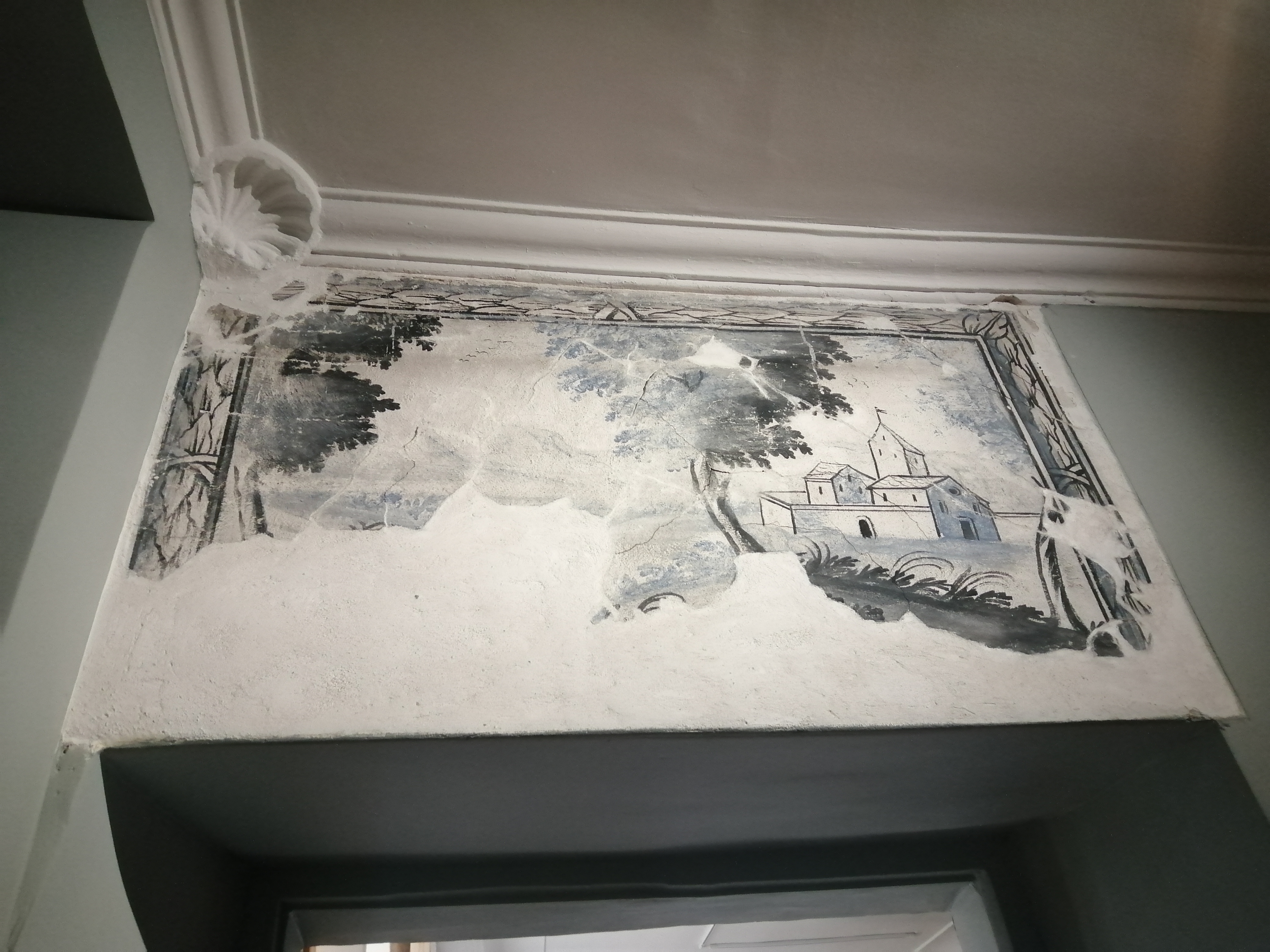
Autre peinture murale découverte dans la maison de maître.
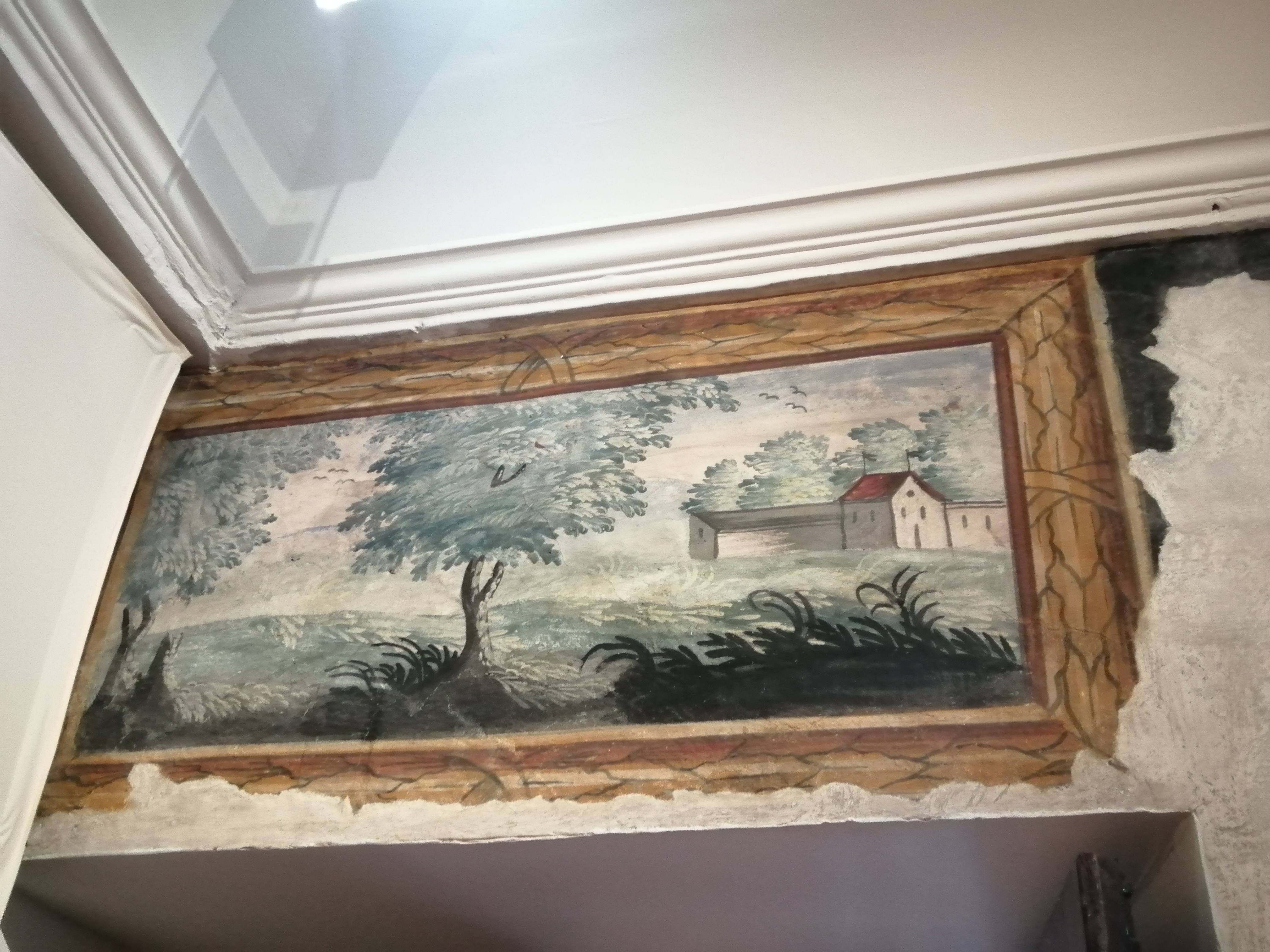
Troisième peinture murale.

## Architecture du domaine «Les Champollion»
Le domaine des Ombrages, s'étendant sur 2,48 hectares, est divisé en trois parties distinctes :

### La maison et les dépendances

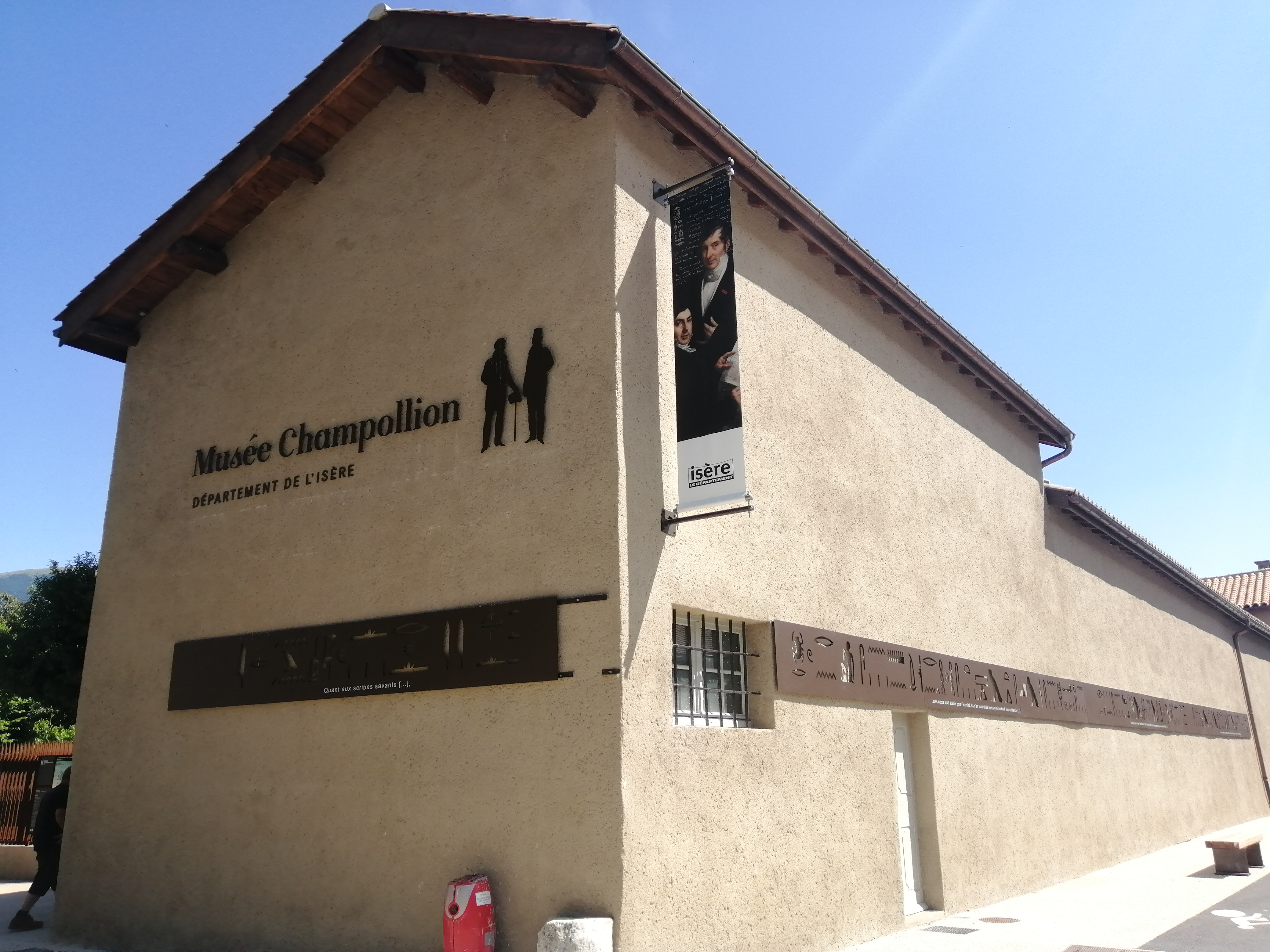
Façades nord et ouest des dépendances du musée depuis la rue Champollion.

Situé à l'ouest du domaine des Ombrages, c'est dans la maison de maître et ses dépendances (magnanerie, remise, grenier et ancienne orangerie) que se trouve le musée. L'endroit est composé de deux cours :
- la cour d'honneur, qui ouvre sur la maison de maître et l'exposition permanente ;
- la cour des dépendances, ouverte sur l'entrée principale du musée (côté nord) qui donne sur la rue du Portail Rouge et qui ouvre sur le hall d'accueil, la boutique de souvenirs ainsi que sur la salle d'exposition temporaire.

#### La maison de maître
La maison de maître, aile principale du musée, se trouve dans l'ancienne demeure de la famille Bonnot-Latour. Elle est divisée en trois parties qui s'étendent sur 300 m2, :
- Rez-de-chaussée : reconstitution de la maison comme elle était au XIXe siècle, consacré à la jeunesse de Jean-François et Jacques-Joseph Champollion ainsi qu'à l'histoire de leur famille ;
- Premier étage : consacré au travail de recherche des Champollion sur la civilisation Égyptienne qui mène au déchiffrement des hiéroglyphes en 1822 ;
- Second étage : consacré au premier musée d'égyptologie, à son voyage en Égypte lors de l'expédition franco-toscane ainsi qu'aux origines de la nouvelle discipline qu'est l'égyptologie[BAM 3].

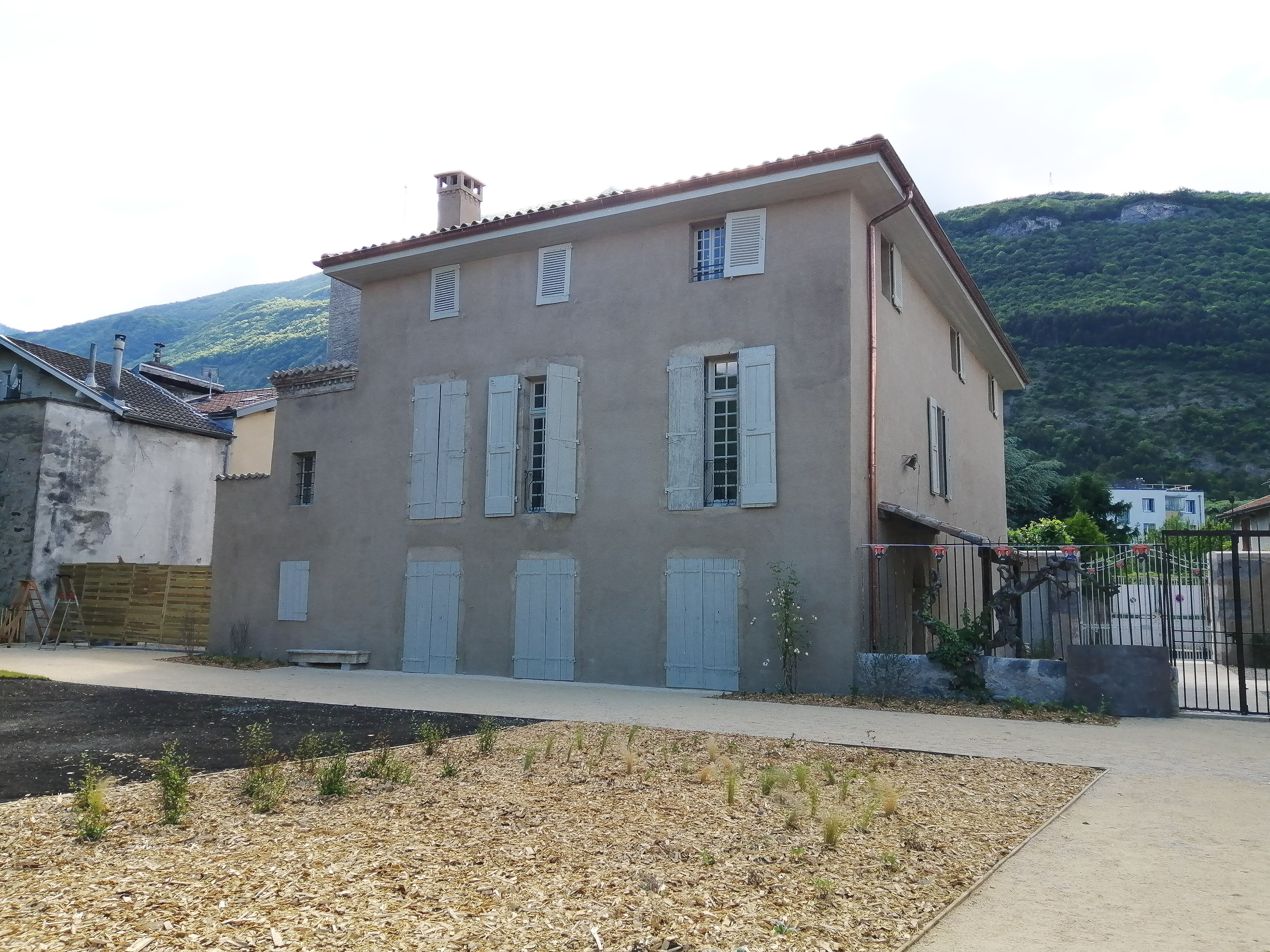
La maison de maître.
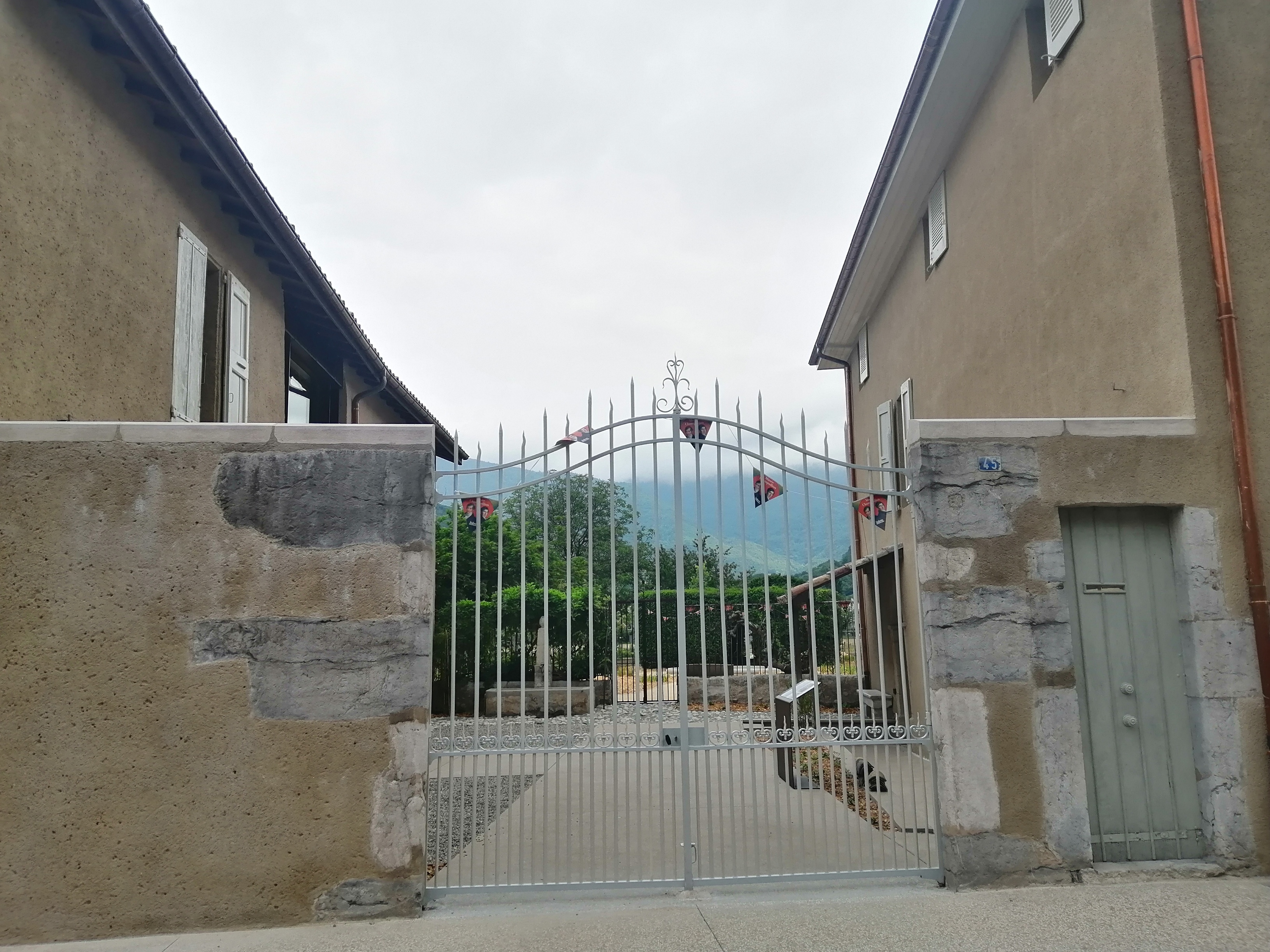
Entrée ouest du musée, qui ouvre sur la cour d'honneur.
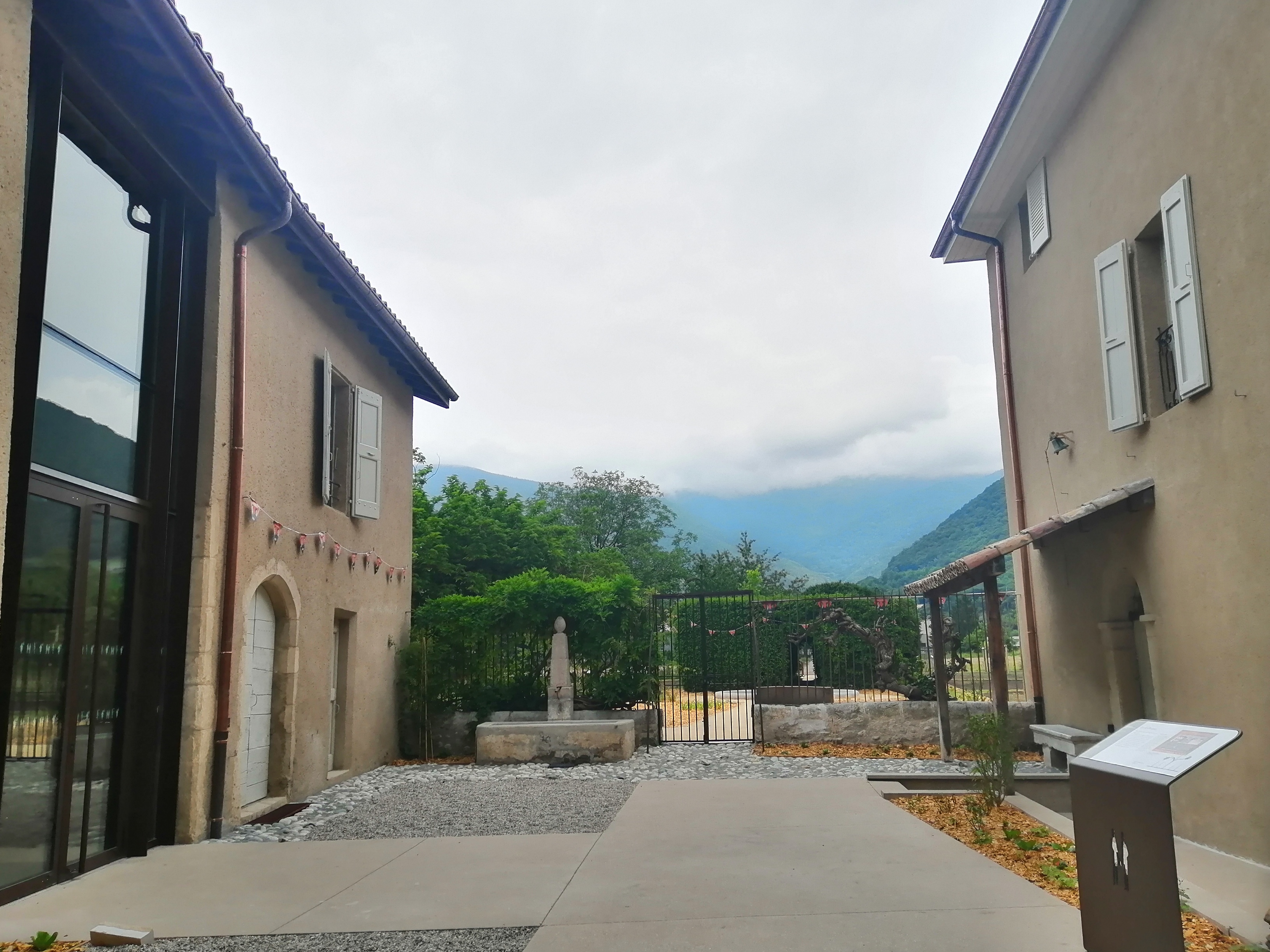
La cour d'honneur (avec, à droite, la maison de maître).
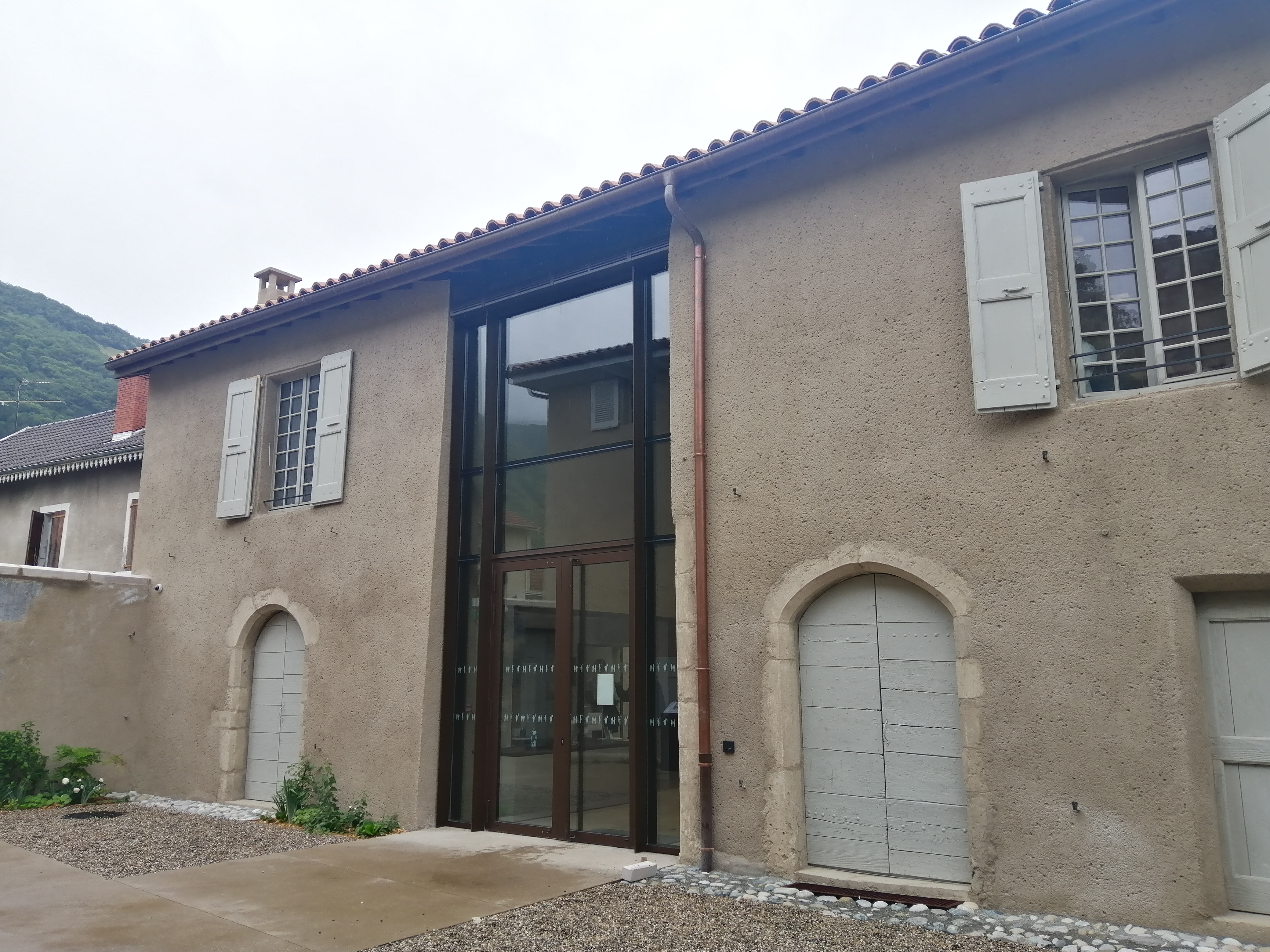
Hall d'accueil et son ancien passage charretier vitré.
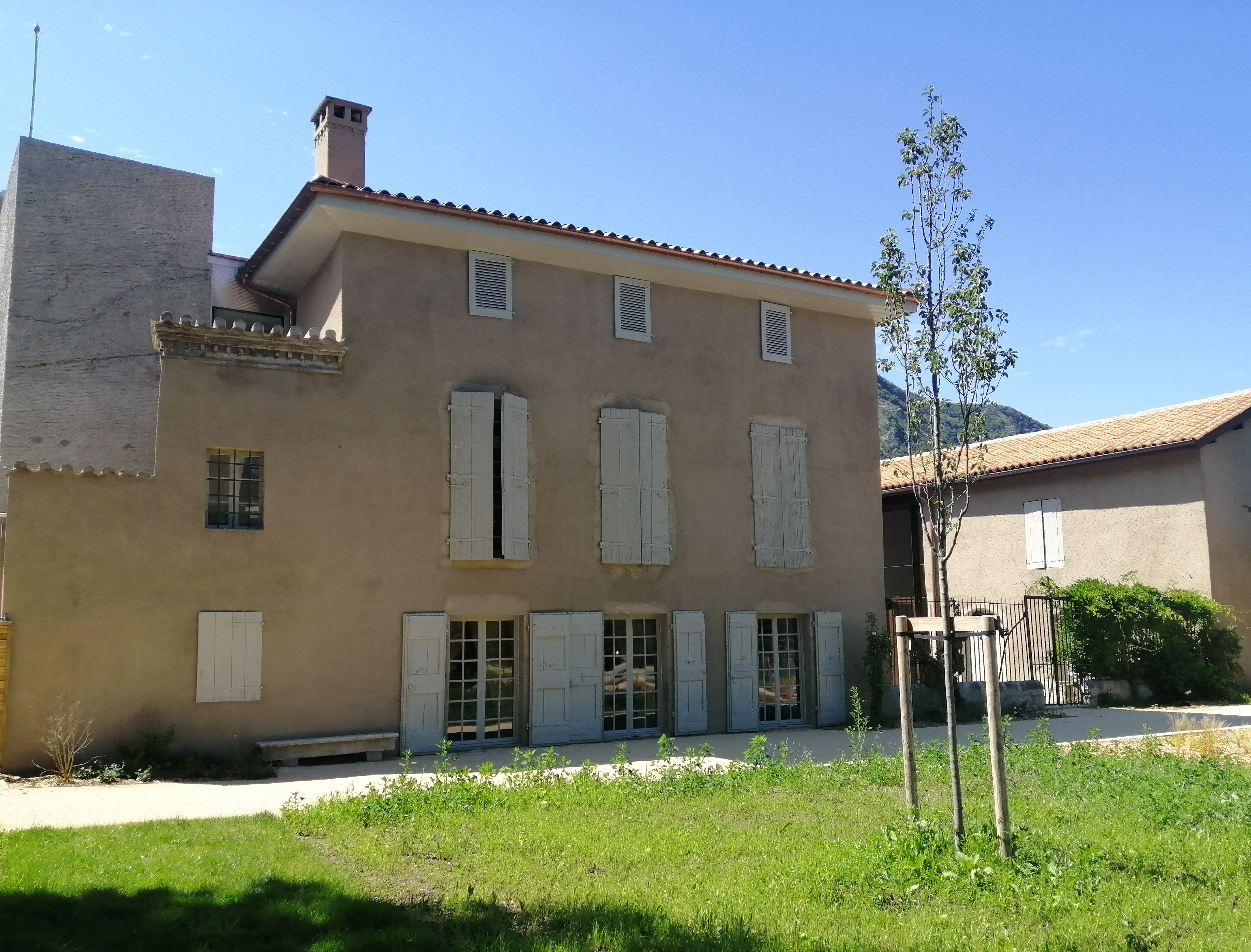
Autre vue de la maison de maître.

#### Les dépendances
C'est dans les dépendances grandes de 150 m2 que se trouvent les autres parties du musée, composées du hall d'entrée principal, de la boutique de souvenirs ainsi que des toilettes dans l'ancienne orangerie. La salle d'exposition temporaire et la salle pédagogique sont toutes deux situées dans les anciennes remise, magnanerie et grenier.

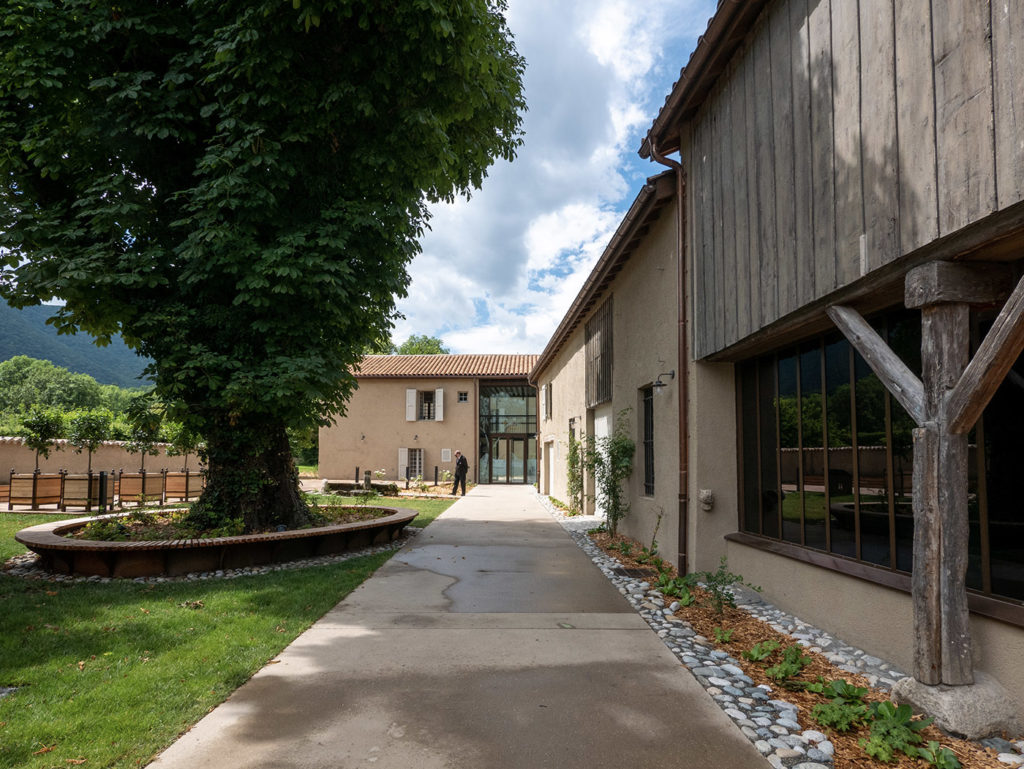
Entrée principale du musée.
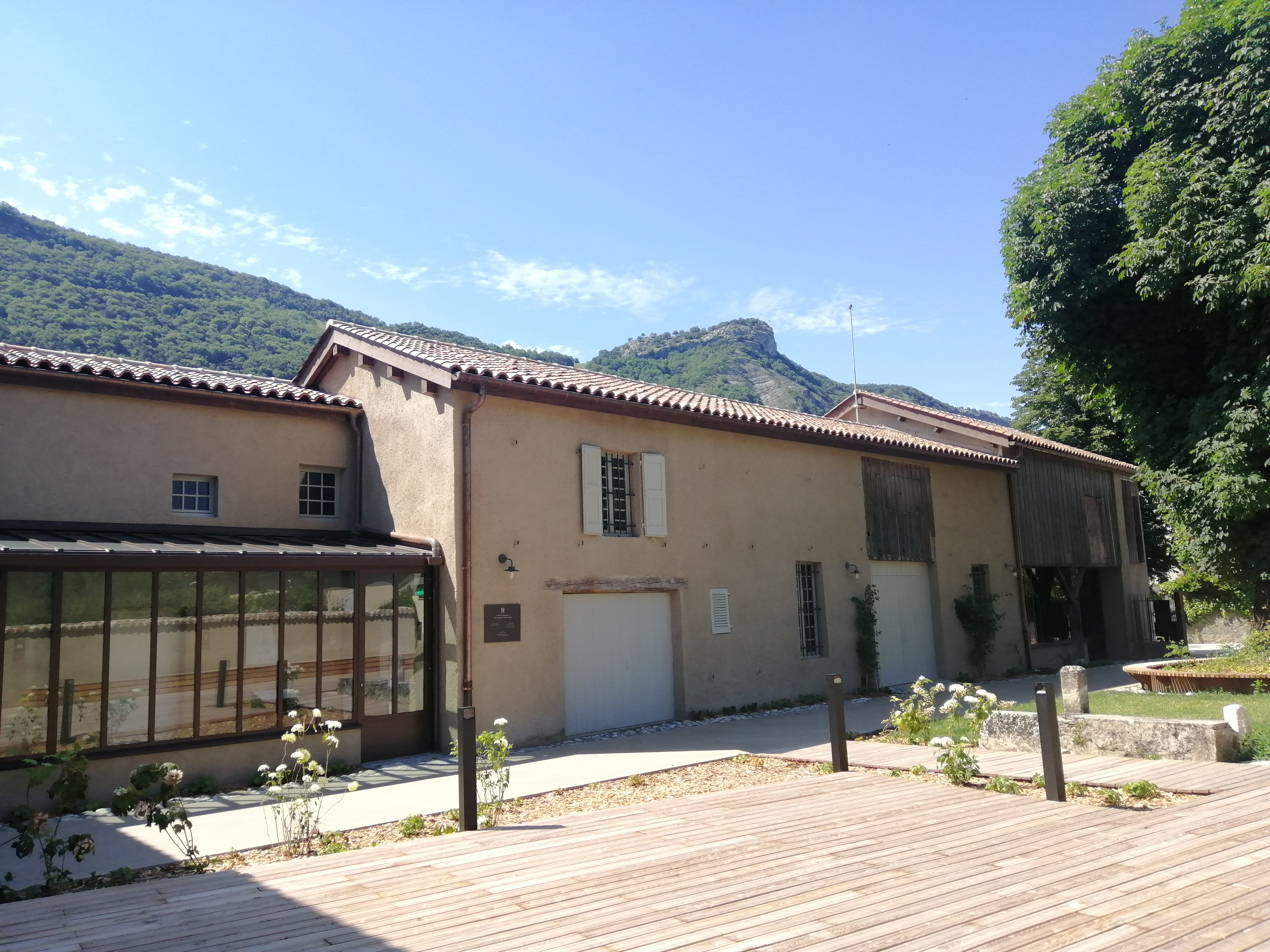
Bâtiments des dépendances.
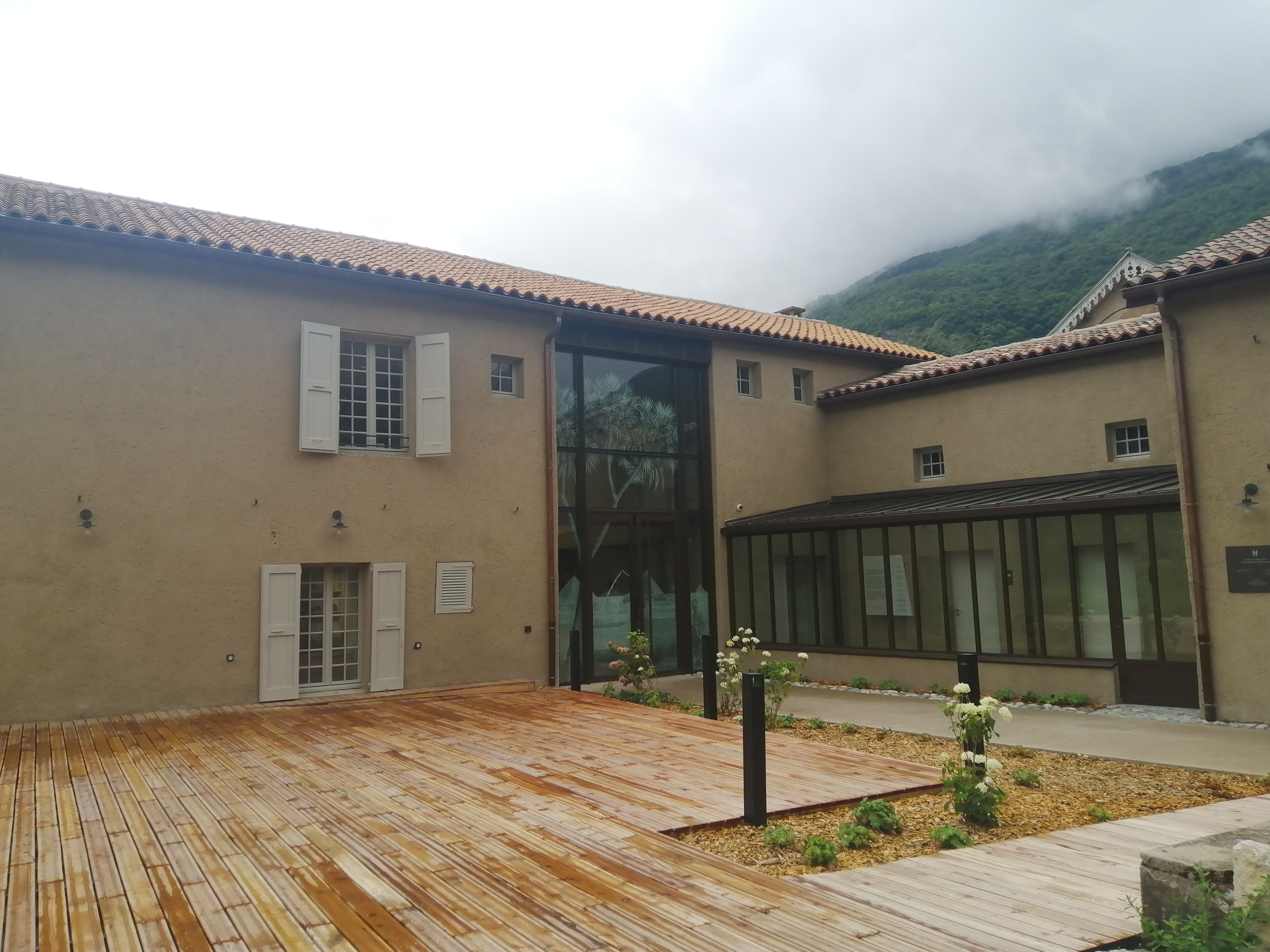
Hall d'accueil et l'orangerie.

### Le jardin d'agrément
Le jardin d'agrément et son verger se trouvent juste devant la façade de la maison de maître et relie le parc champêtre au musée Champollion. Restitué par le paysagiste Frédéric Reynaud, il est composé d'un bassin d'antan, d'un verger aux essences locales (pommiers, poiriers, mûriers, noyers…) ainsi que de parterres de fleurs restituant l'esprit du XIXe siècle et de ces « ombrages de Vif » que les frères Champollion appréciaient tout particulièrement.

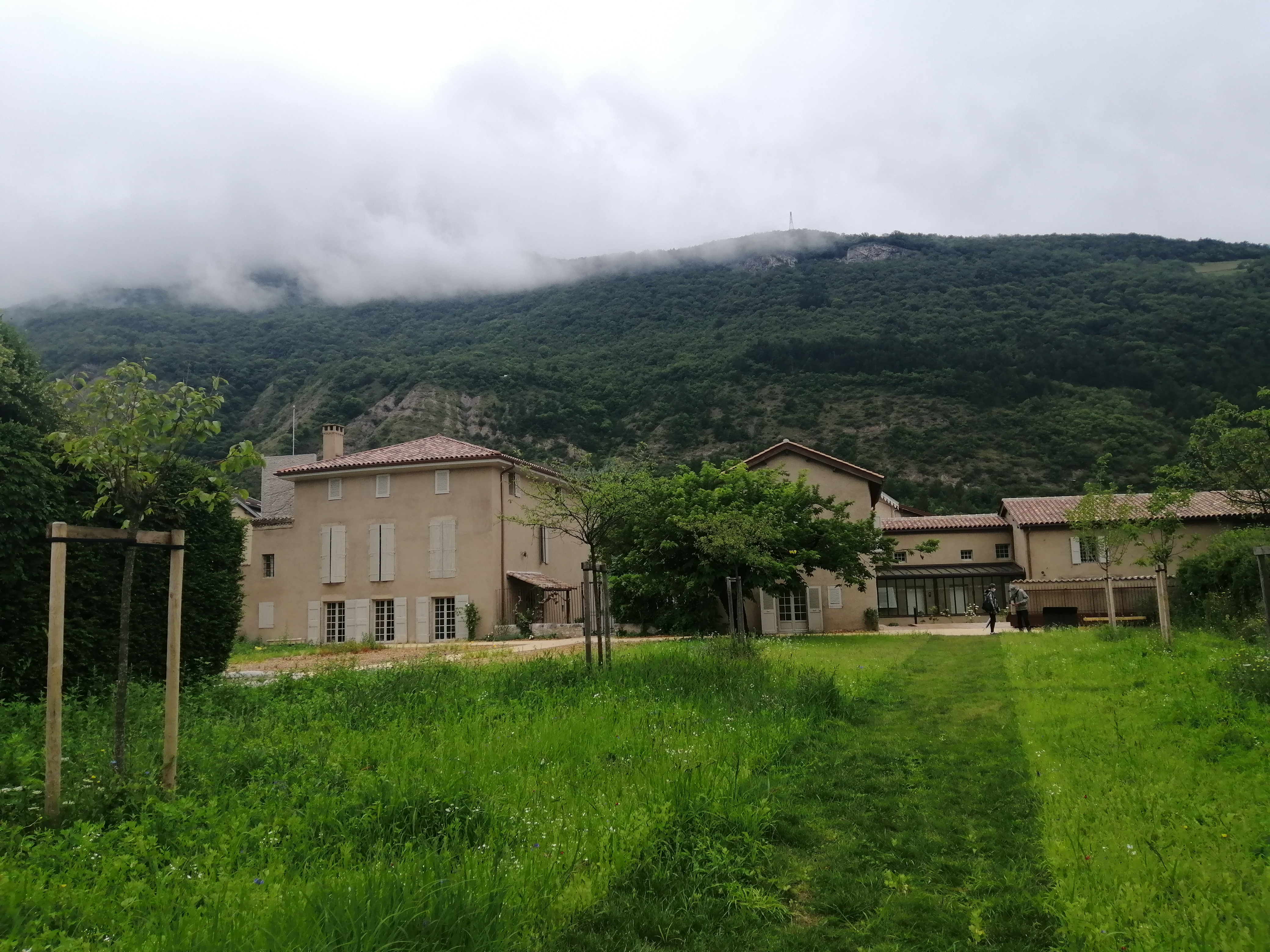
Vue générale du domaine des Ombrages depuis le jardin.
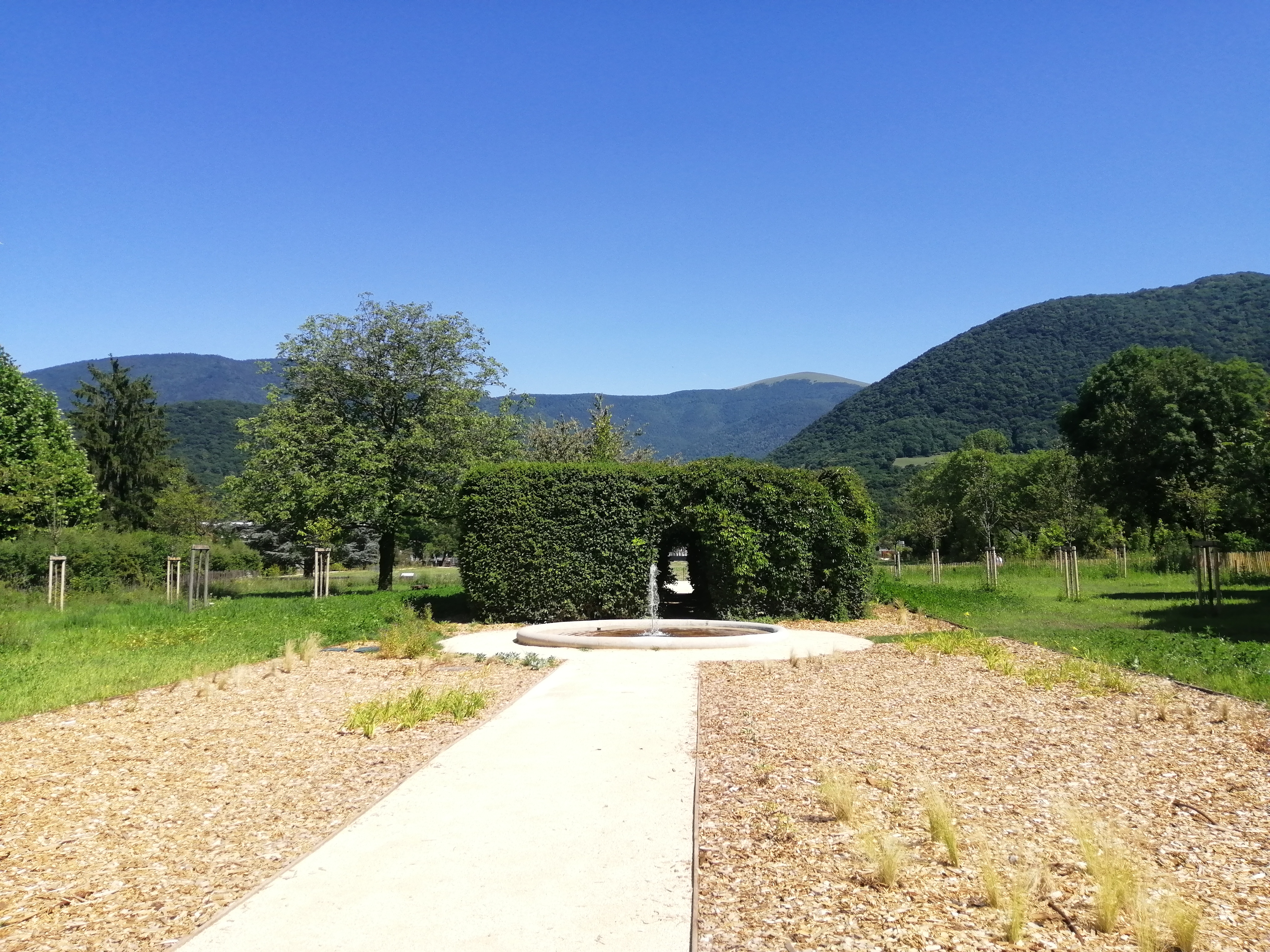
Vue générale du jardin d'agrément avec, dans le fond, le Grand Brion (à droite) et le massif du Taillefer.
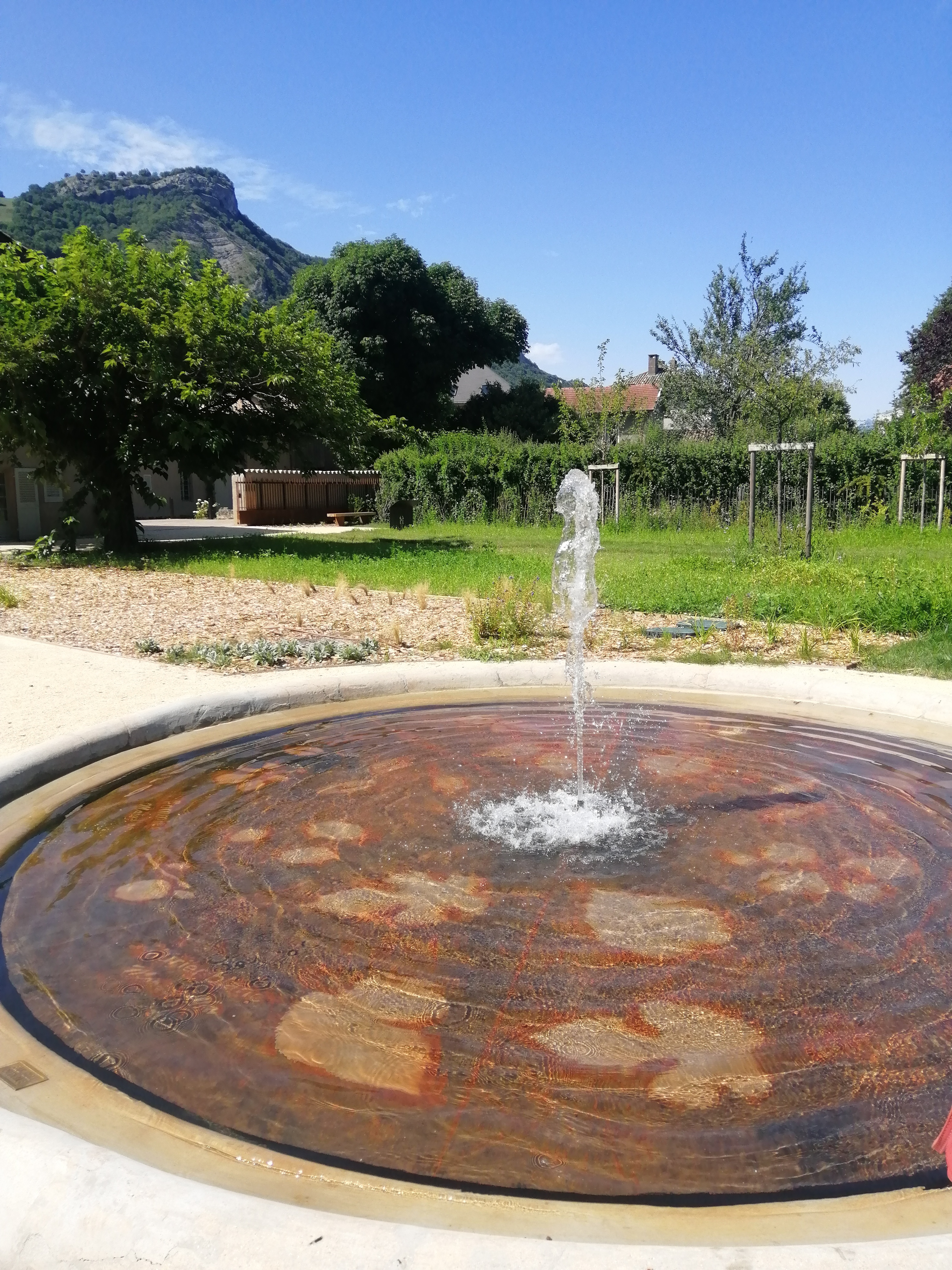
La fontaine du jardin avec le rocher de Saint-Loup en arrière-plan.
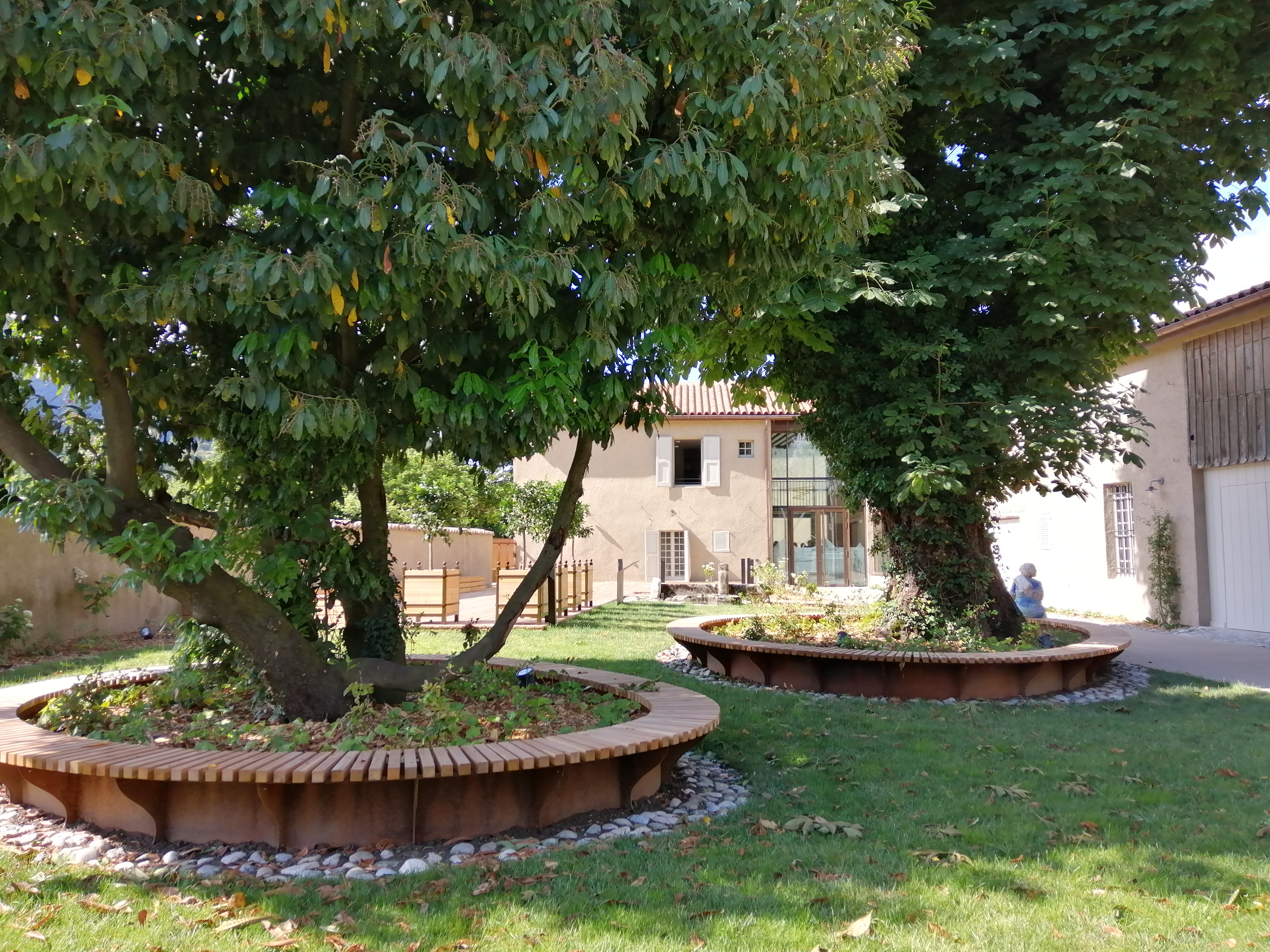
La cour des dépendances depuis l'entrée principale du musée.

### Le parc champêtre (parc Champollion)
Mis à la disposition de la commune de Vif par le Département, le parc Champollion est la plus grande partie du domaine des Ombrages et de ses 2,48 hectares, ainsi que le plus grand parc de la ville. Le parc est une vaste prairie, trace des anciennes terres agricoles qui nourrissaient la maison des champs, clôturé par un mur d'enceinte. Il possède trois entrées extérieures au musée (nord, nord-est et sud-est) et ouvre sur le jardin d'agrément.
Des évènements en plein air sont organisés dans le parc champêtre par la commune, comme le feu d'artifice de la Fête nationale, des représentations théâtrales et artistiques, des séances de cinéma en plein air et des activités liées aux Journées du patrimoine.

## Collections
La collection de l'exposition permanente est en grande partie composée de sculptures (bustes), peintures (portraits, peintures murales), ouvrages, objets d'antiquités en tout genre, mobiliers et objets d'époque, animaux empaillés, croquis originaux dessinés par Jean-François Champollion… La salle à manger expose même des tapisseries datant du XIXe siècle et mettant en scène l'Histoire de Don Quichotte.
La scénographie du musée, plus généralement, exploite aussi sa collection à travers différents moyens : une pièce consacrée à la diffusion d'un court film, un théâtre d'optique avec reproduction à taille réelle de la pierre de Rosette, une reproduction consultable de l'ouvrage Monuments de l'Égypte et de la Nubie de J-F. Champollion, des ambiances sonores et des tablettes numériques que le public peut utiliser à sa guise. Une vaste maquette de la vallée du Nil parcourue par Champollion lors de son expédition en Égypte présente les principaux sites archéologiques de l'Égypte antique comme le temple de Louxor, le temple de Philae ou encore les colosses de Memnon.

Le 14 juin 2022, le musée annonce avoir acquis trois carnets du dessinateur toscan Salvator Cherubini, datés de 1828 à 1829, rassemblant 148 dessins et croquis réalisés durant l'expédition de Champollion en Égypte. Les carnets ont été insérés dans l'exposition permanente le 18 juillet 2022,,.

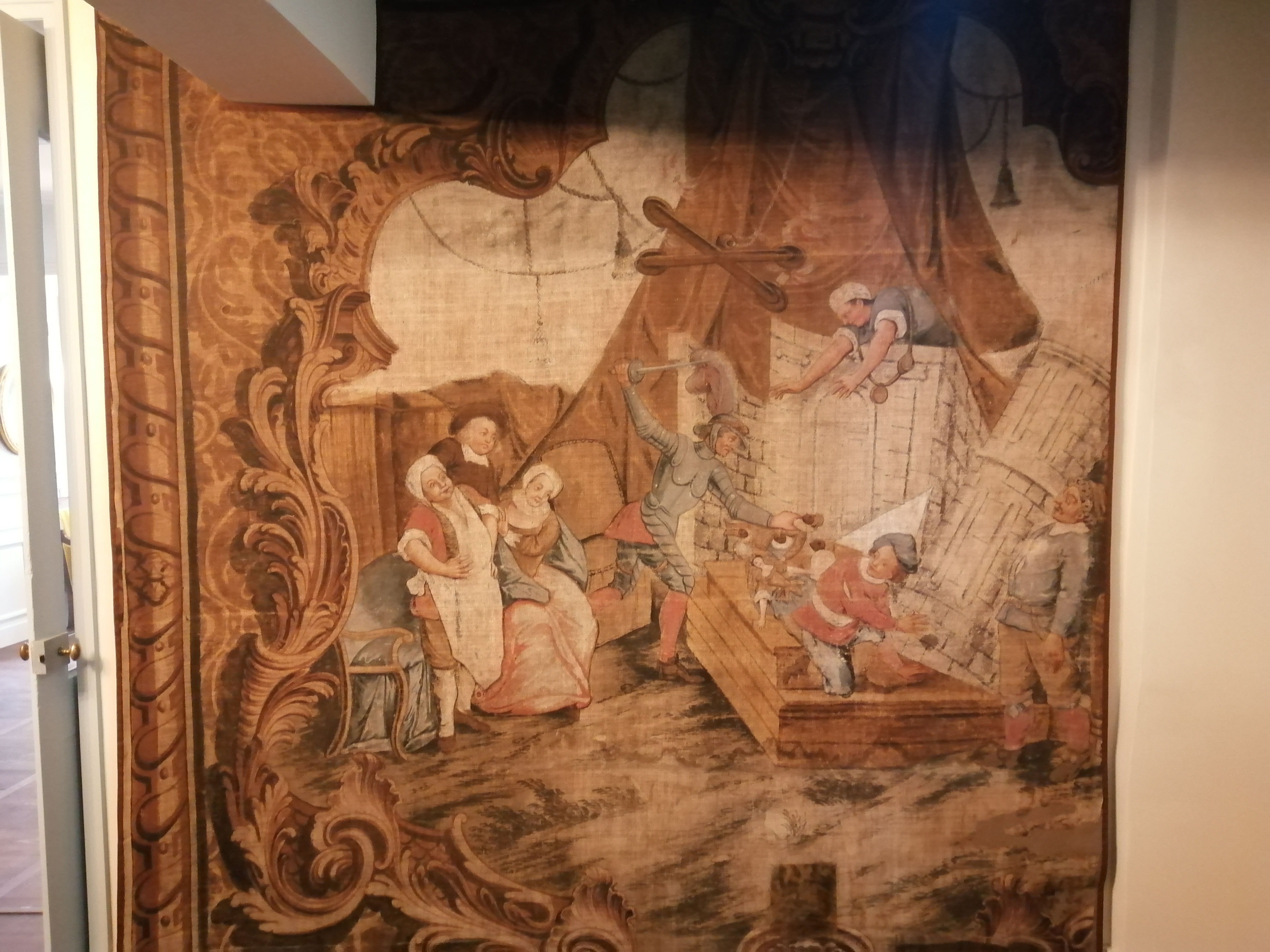
L'une des tapisseries de la salle à manger.
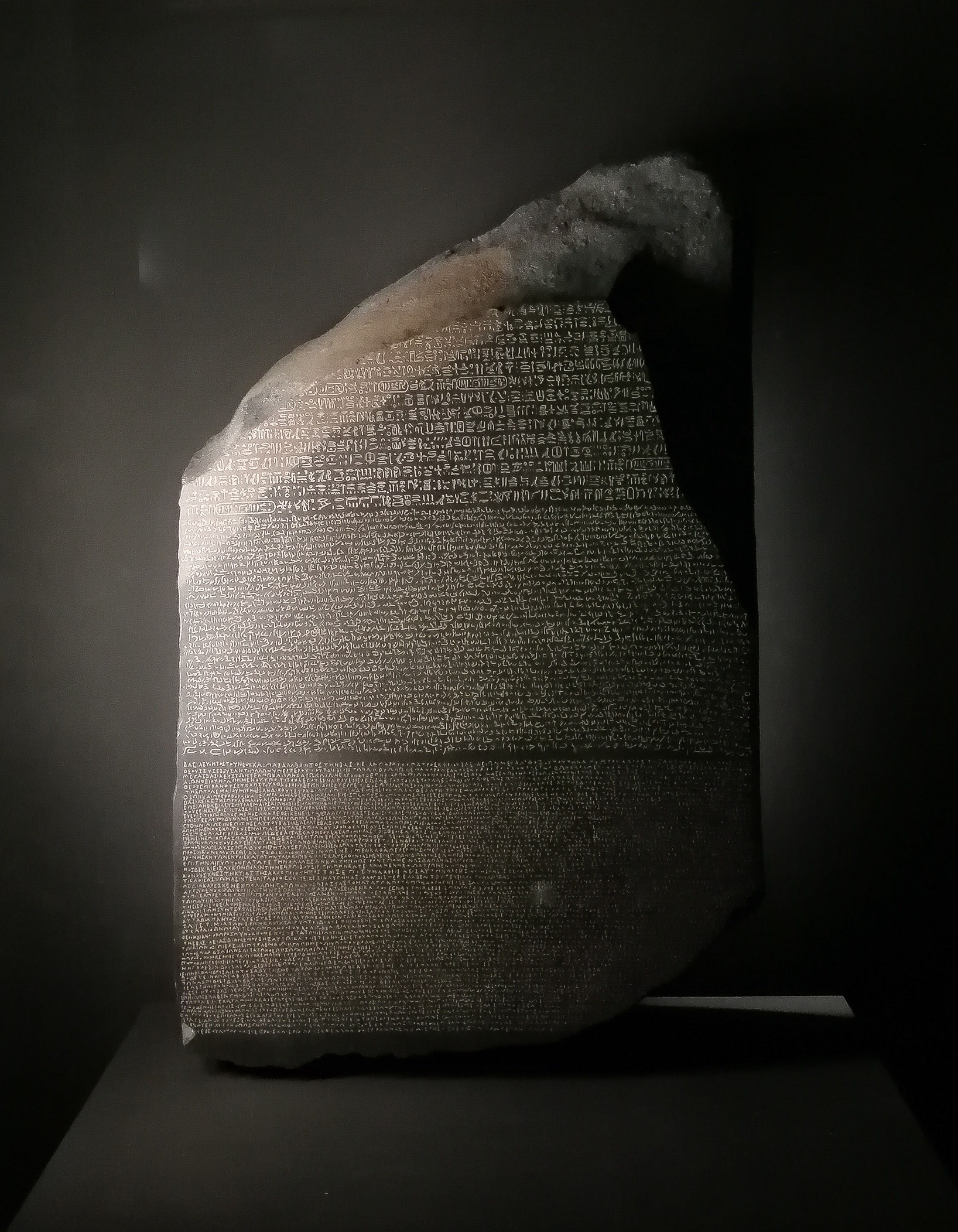
La reproduction de la pierre de Rosette dans son théâtre d'optique.
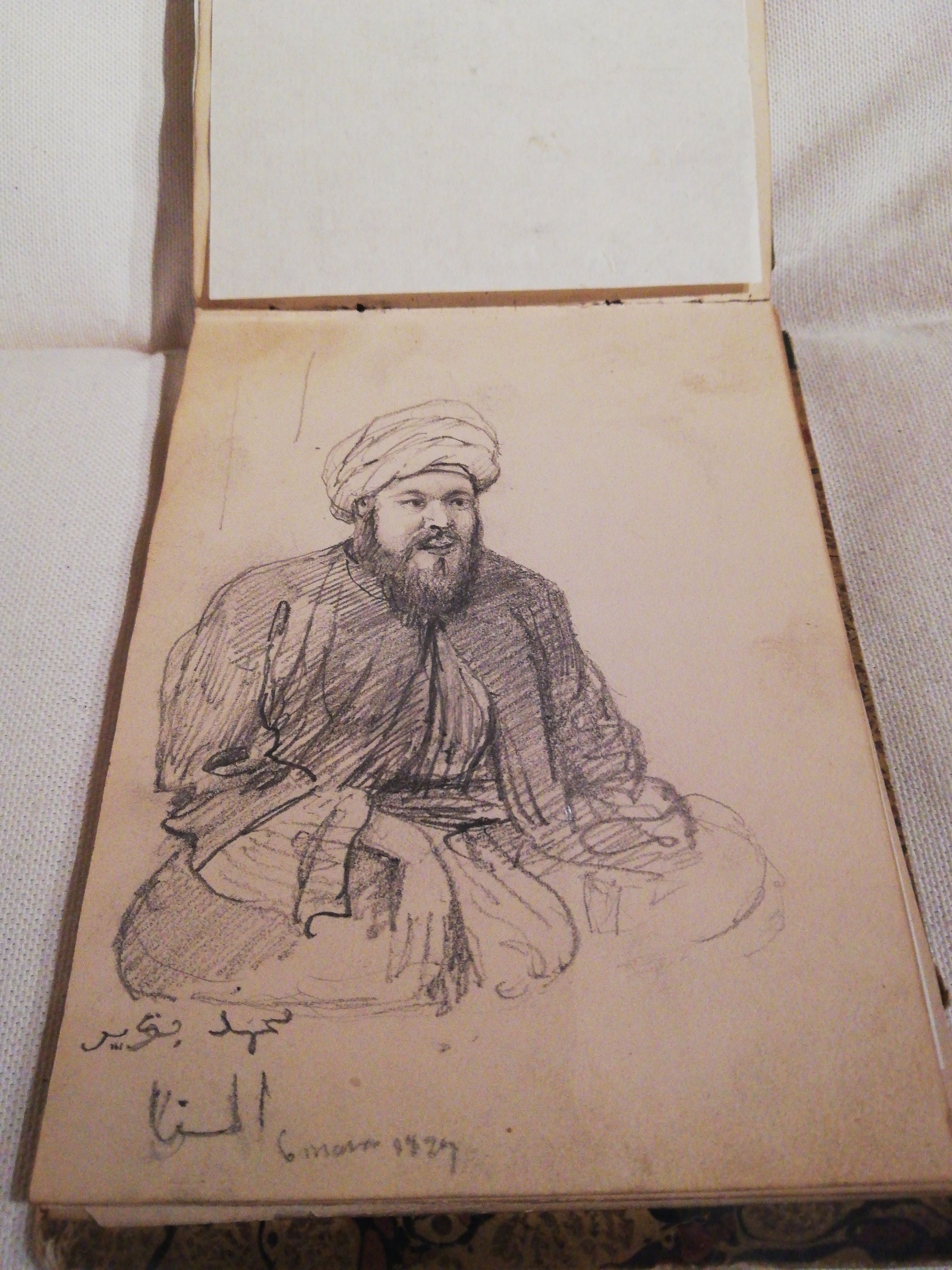
Extrait du carnet de dessins de Salvatore Cherubini exposé au musée.
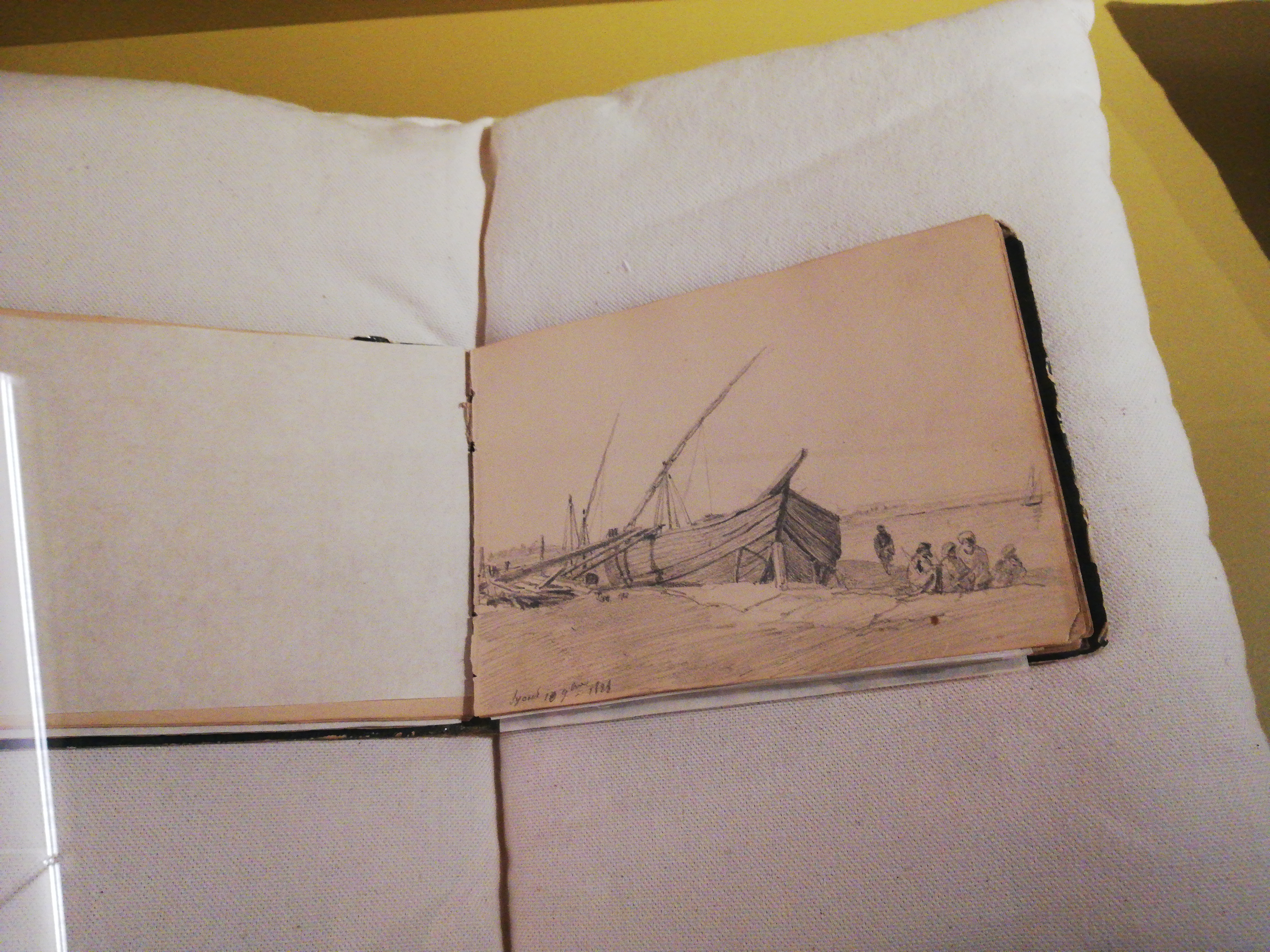
Autre extrait du carnet de dessins de Cherubini.
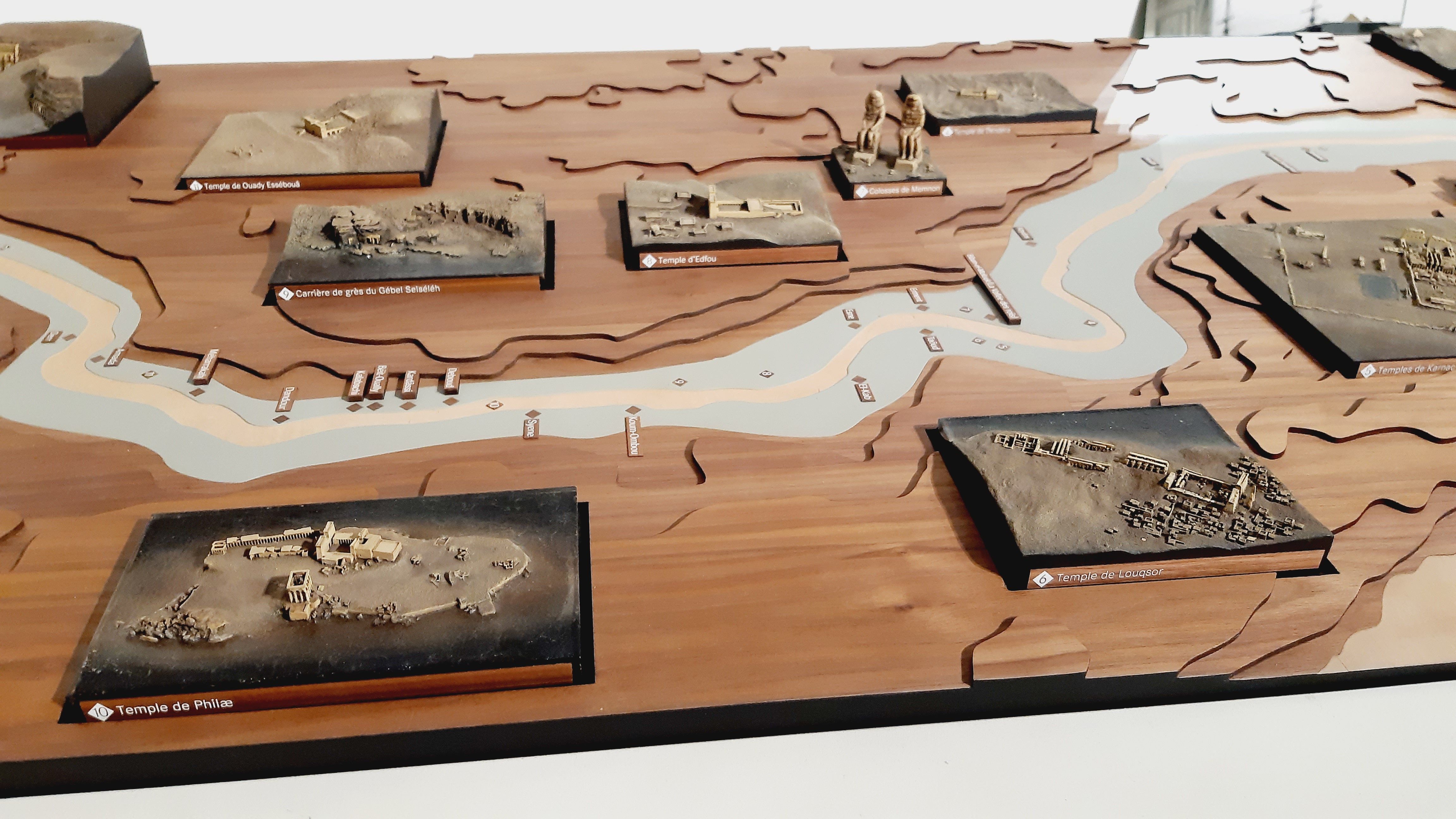
Maquette de la vallée du Nil.

### Objets en dépôt d'autres musées
Le musée national de la Marine met en dépôt la maquette de l'Églé, corvette financée par Charles X et le grand-duc de Toscane à bord de laquelle l'expédition dirigée par Champollion débarque en Égypte le 18 août 1828. Le Muséum d'histoire naturelle de Grenoble apporte quelques animaux empaillés que Champollion a pu voir durant les seize mois de cette expédition.
Un exemplaire de la lettre rédigée du 14 au 22 septembre 1822 par Jean-François Champollion à Bon-Joseph Dacier, président de l'Académie des inscriptions et belles-lettres et décrivant le système de déchiffrement de l'écriture hiéroglyphique égyptienne est exposé. C'est la lecture de cette lettre par Champollion devant tous les membres de cette académie le 27 septembre 1822 qui va officialiser sa découverte,. La parution par Champollion en 1824 du Précis du système hiéroglyphique des anciens Égyptiens, exposé à ses côtés, clôt tous les débats avec ses derniers détracteurs comme l'anglais Thomas Young. Par ailleurs, grâce au prêt des Archives départementales de l'Isère, quelques courriers échangés entre les deux frères Champollion sont exposés à proximité de la chambre de Jean-François et de son ameublement rudimentaire.

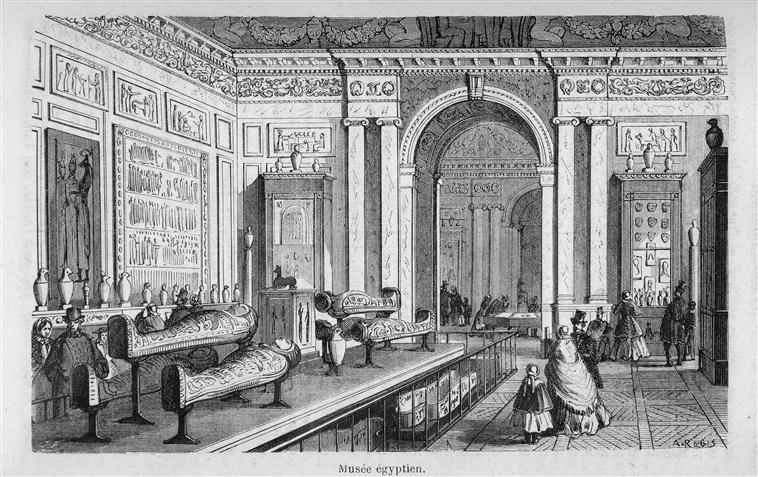
Gravure de la salle funéraire du Musée Charles X, affichée dans une pièce de la maison de maître.

Le département des antiquités égyptiennes du musée du Louvre est le dépositaire au deuxième étage du musée Champollion d'une vingtaine d'objets ayant constitué le premier musée d'égyptologie alors dénommé musée Charles X en référence au règne de ce roi de 1824 à 1830. Son inauguration se déroule le 15 décembre 1827, mais Jean-François Champollion y est nommé premier conservateur dès le 15 mai 1826,. Une vitrine expose ces objets selon les trois sections du musée de l'époque, à savoir deux salles funéraires, une salle des dieux et une salle civile. Le plus grand de ces objets est une stèle funéraire cintrée au nom d'Ourmaou. Une autre pierre en calcaire, la stèle de Ramsès-em-per-rê de la XIXe dynastie est apportée par le musée archéologique Saint-Pierre de Vienne afin de renseigner la partie déchiffrement des hiéroglyphes au premier étage.

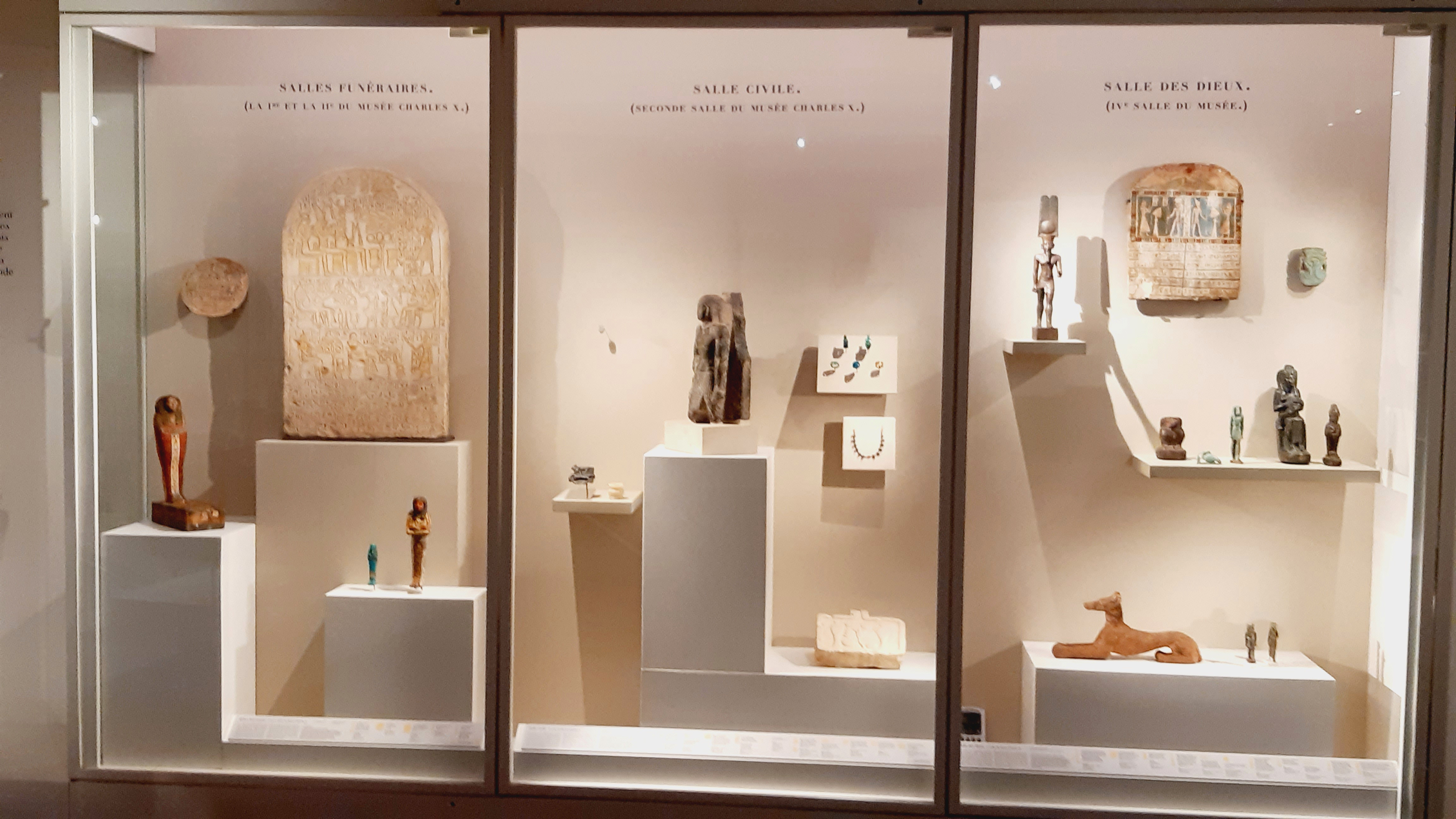
Vitrine exposant des échantillons de l'ancien musée Charles X.
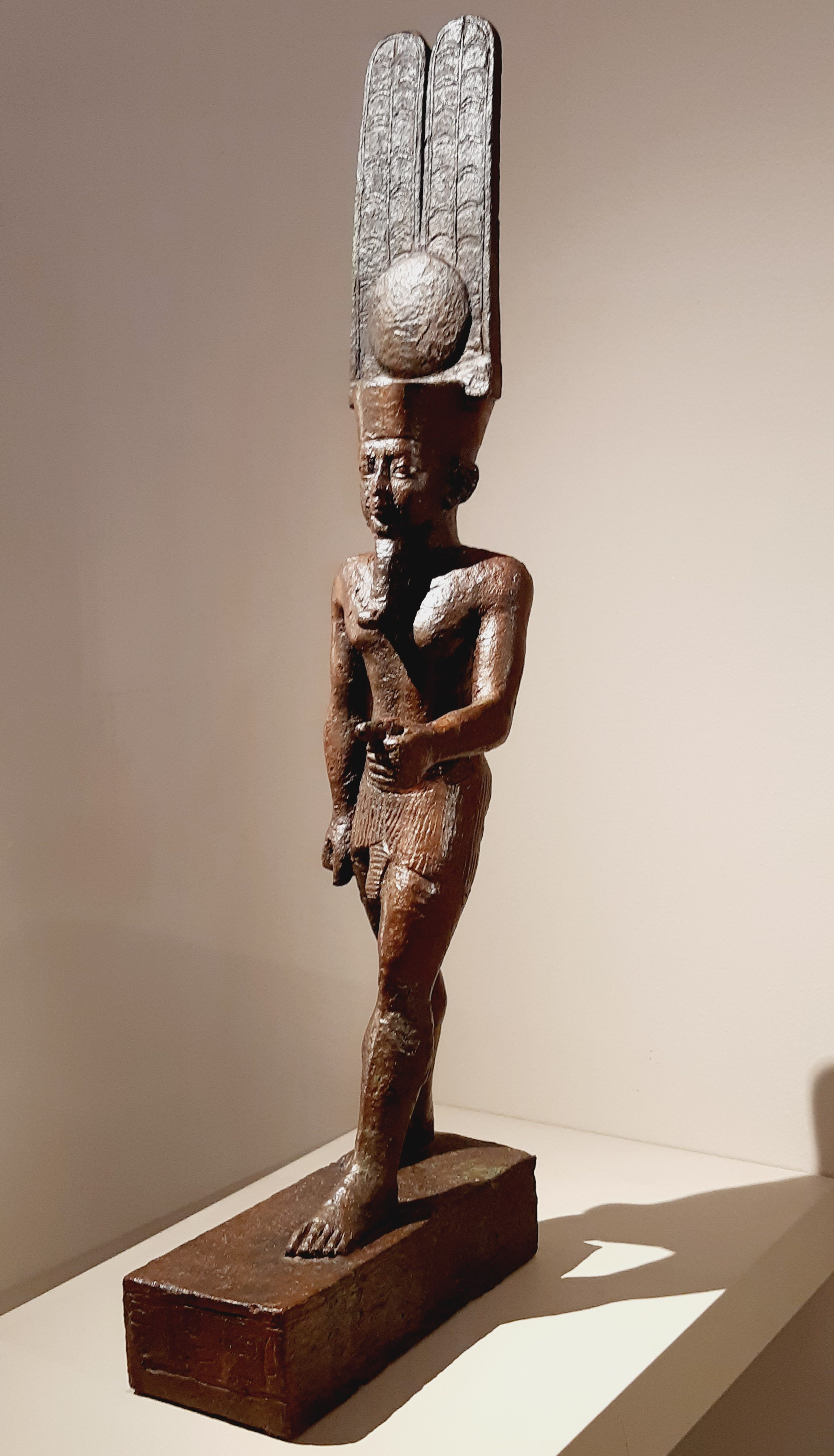
Statue égyptienne exposée au second étage du musée.
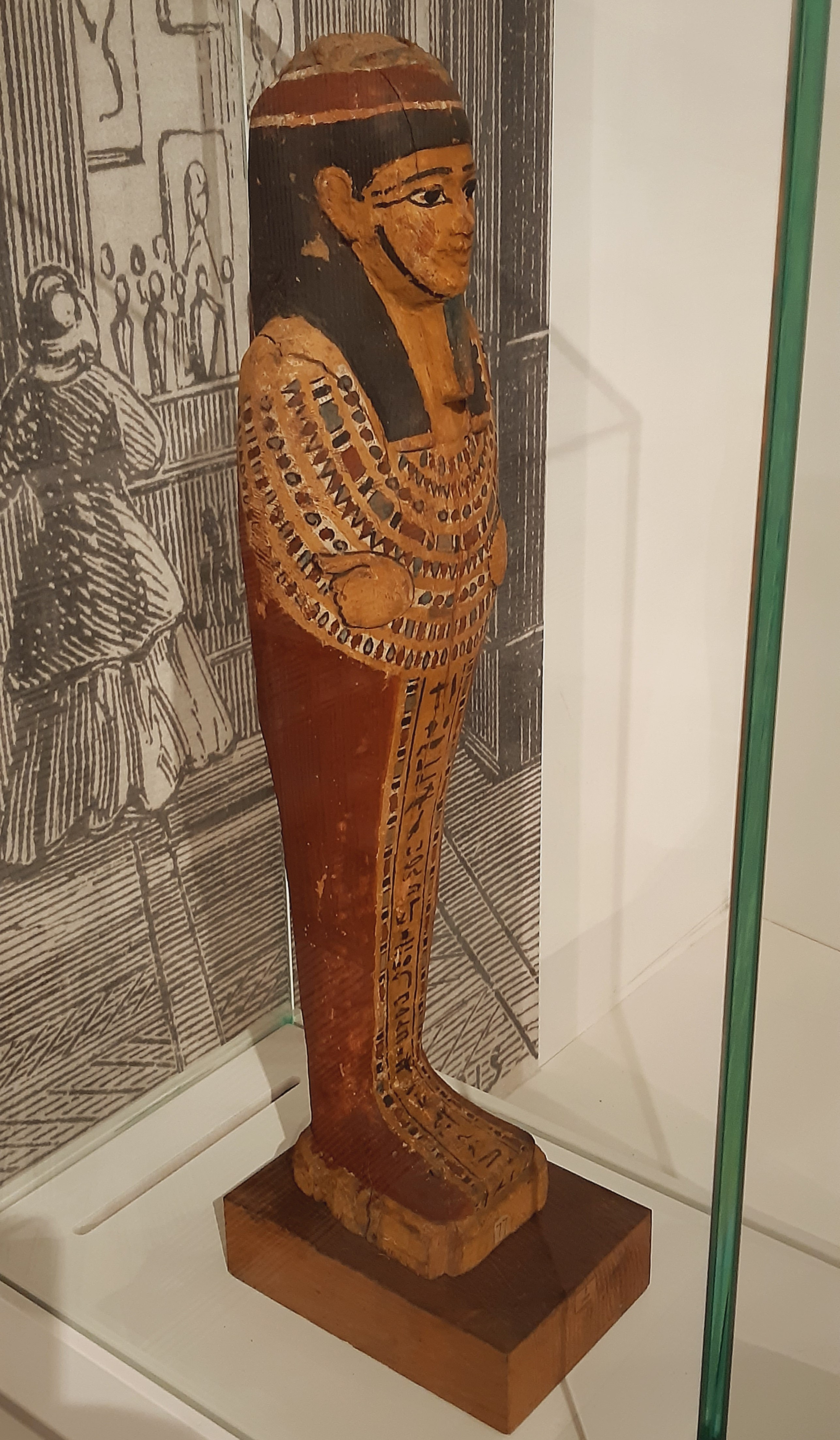
Statuette funéraire égyptienne.
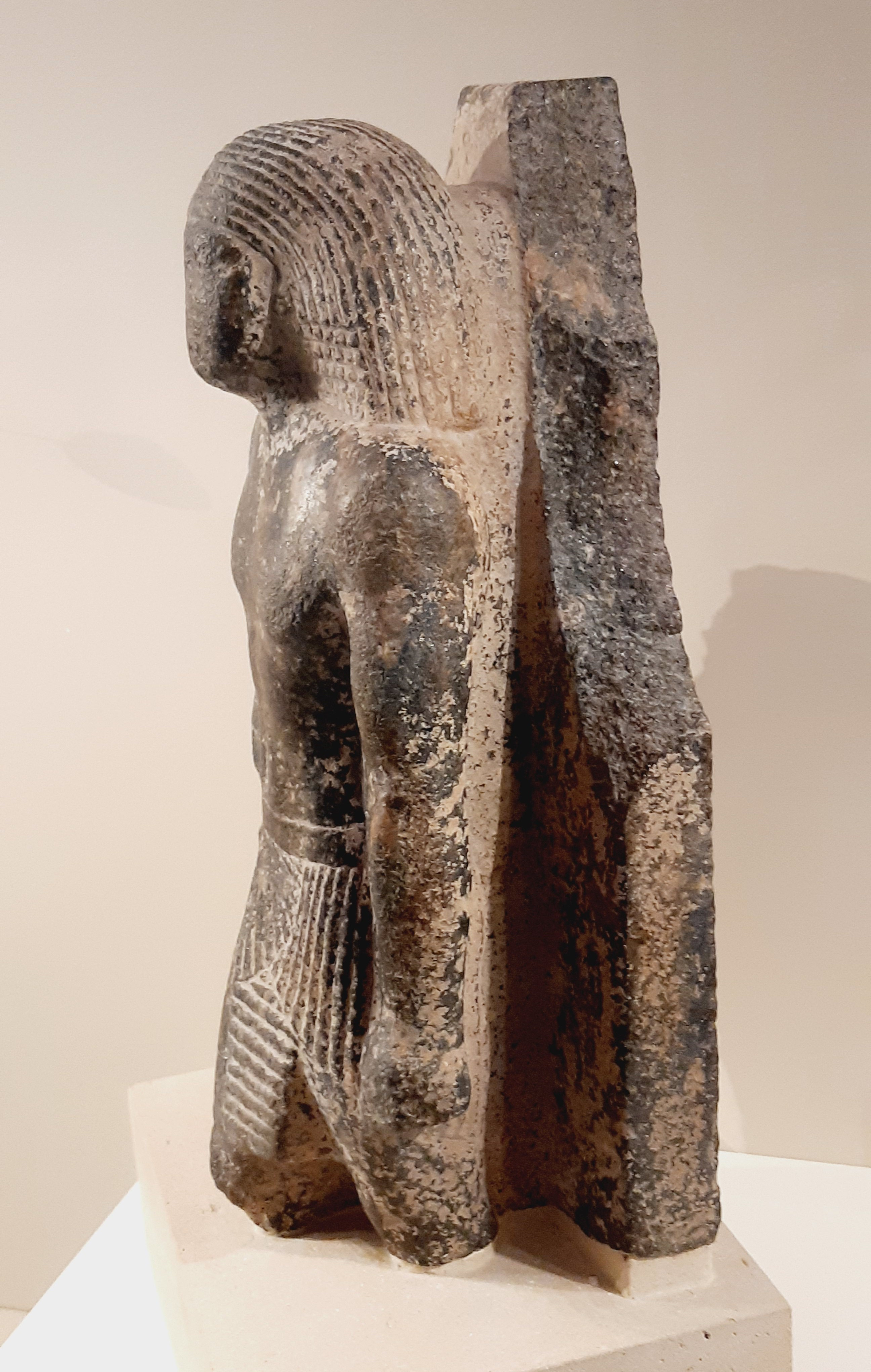
Prêtre nommé Mandouothph (XXVe dynastie) avec inscriptions à l'arrière de la plaque de diorite.
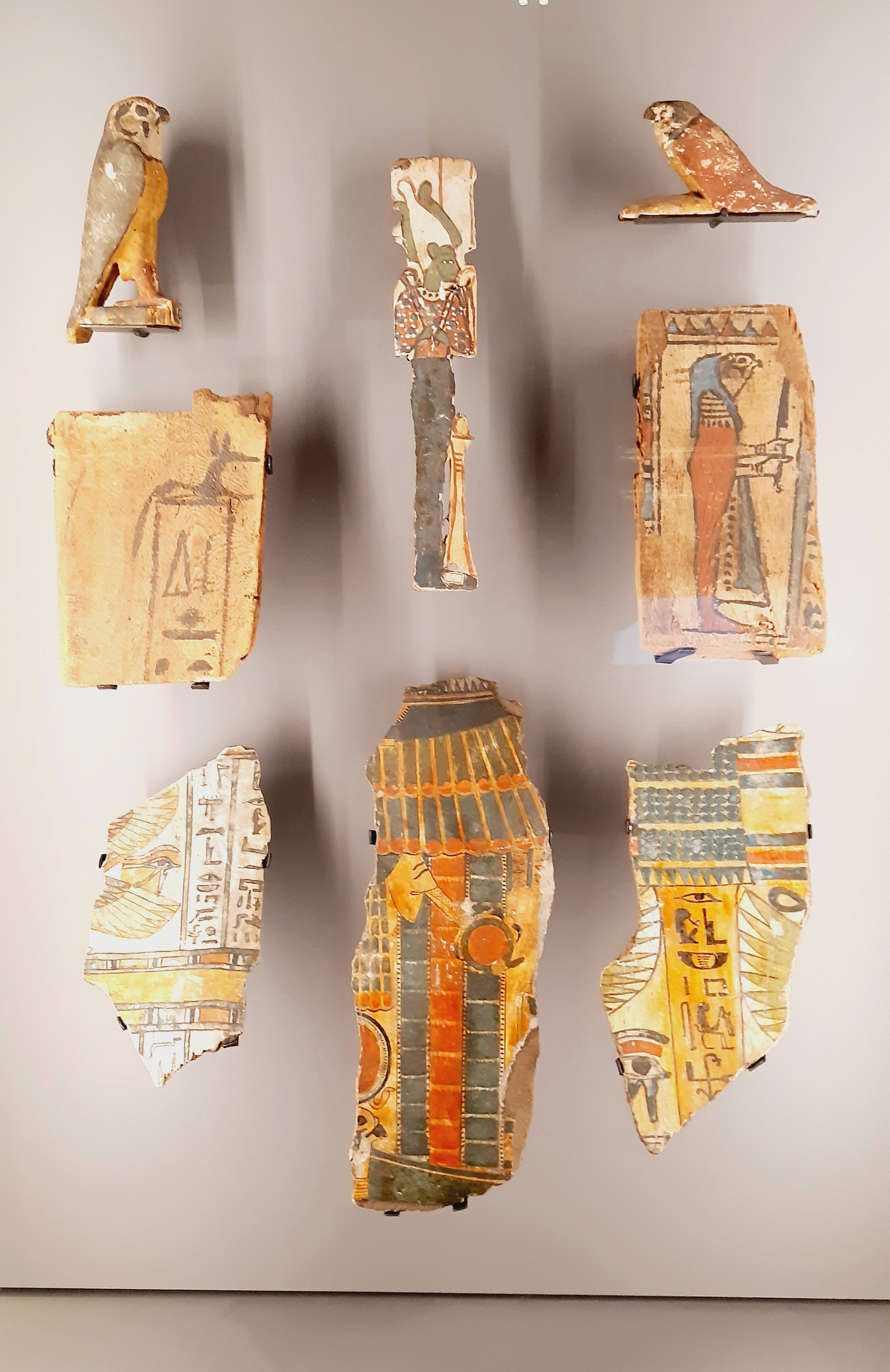
Fragments de cercueils égyptiens.
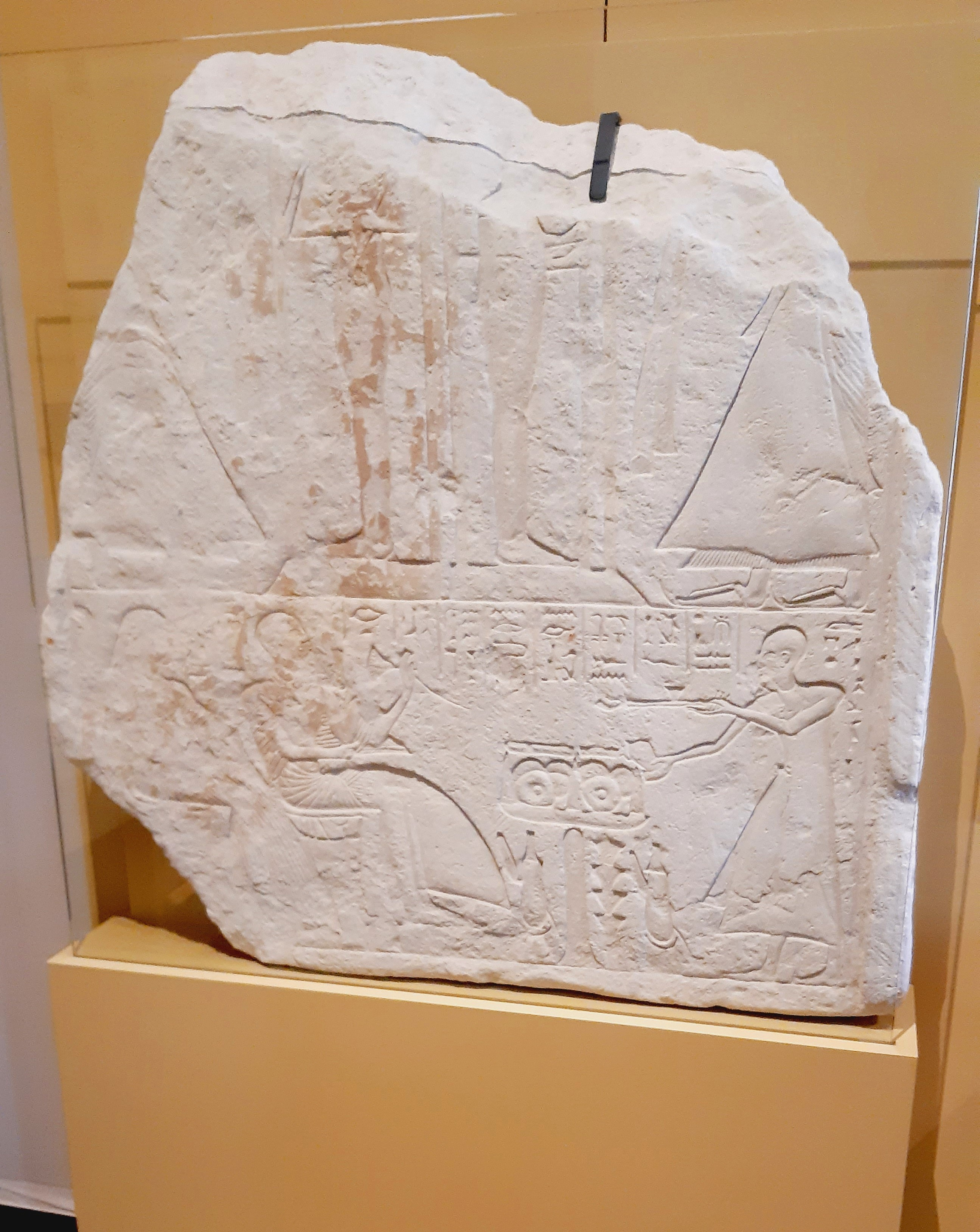
Stèle de Ramsès-em-per-rê.

### Objets et mobiliers classés monuments historiques
En plus de la propriété elle-même classée monument historique en 1994, de nombreux tableaux et objets de la maison ont été classés en 1998.

#### Tableaux

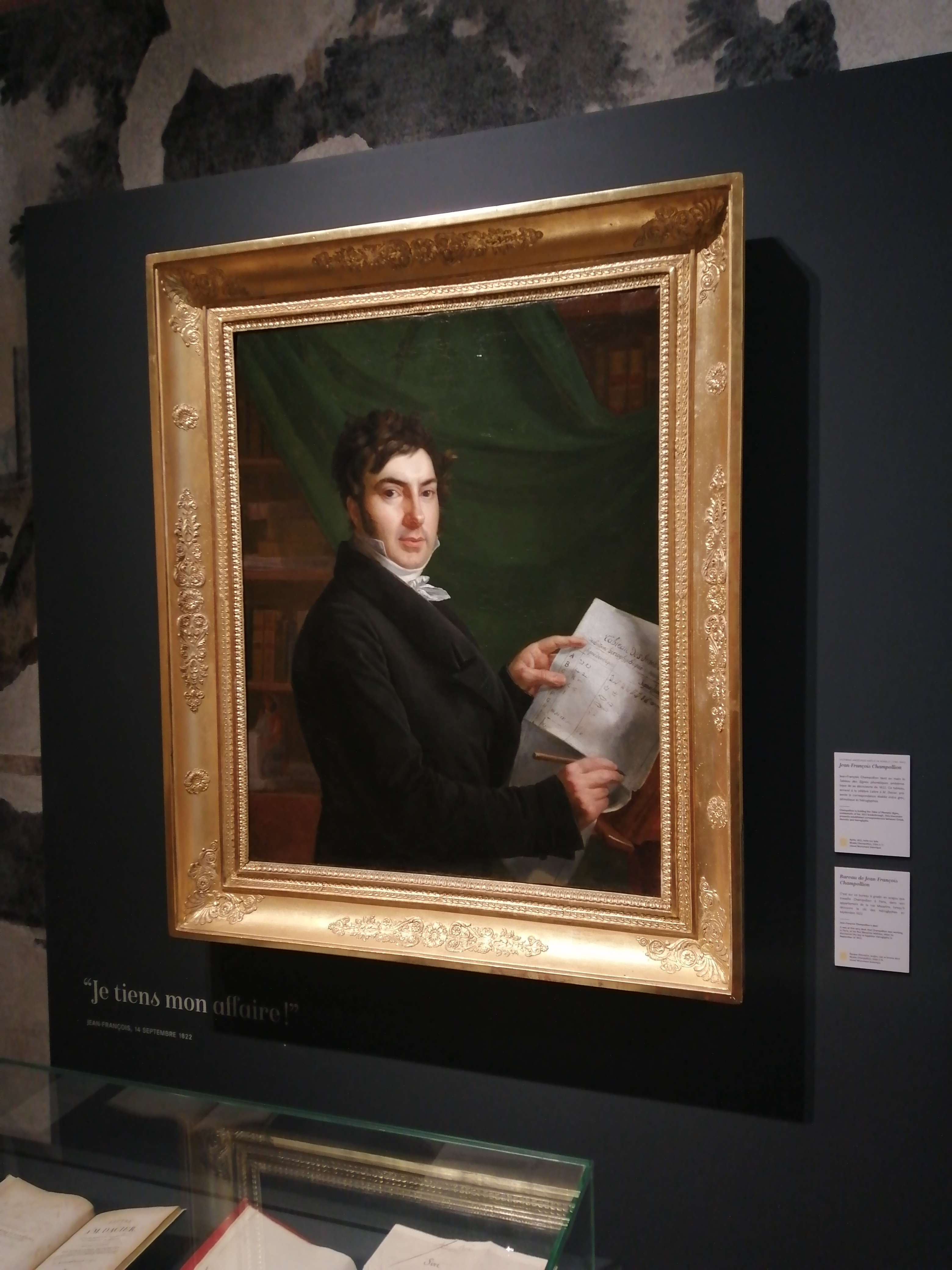
Portrait de Jean-François Champollion.

- Portrait de Maître Lutton (gendre d'Hubert Drouais), huile sur toile de Joseph Hickel de 1780 dans son cadre en bois doré.
- Portrait de Jean-François Champollion, huile sur toile (attribuée à Madame de Rumilly vers 1825-1830) avec son cadre en bois doré et pâte anglaise.
- Portrait de Jacques-Joseph Champollion-Figeac, huile sur toile (attribuée à Madame de Rumilly vers 1825-1830) avec son cadre en bois et pâte anglaise.
- Portrait d'Hugues Berriat (maire de Grenoble et beau-frère de Champollion), huile sur toile peinte vers 1800 avec son cadre.
- Portrait de Zoé Berriat, huile sur toile attribuée à Madame de Rumilly, vers 1825-1830, avec son cadre en bois et pâte anglaise.
- Autre Portrait de Zoé Berriat (épouse de Jacques-Joseph Champollion-Figeac), huile sur toile peinte vers 1840 avec son cadre.
- Portrait de Paul Champollion-Figeac enfant, en costume militaire, peint vers 1840 avec son cadre en bois et pâte anglais.
- Portrait de Jean-François Champollion en costume égyptien, vers 1828, dessin et pastel.
- Deux aquarelles montées sous verre avec leurs baguettes (dont l'une est signée Le Houx), œuvres préparatoires pour des gravures destinées à l'ouvrage de Champollion Les monuments d'Égypte, vers 1820.
- Tableau de François-Martin Testard de 1819 représentant les scientifiques de la campagne d'Égypte devant le temple d'Hathor à Dendérah[47], acquis en 2018.

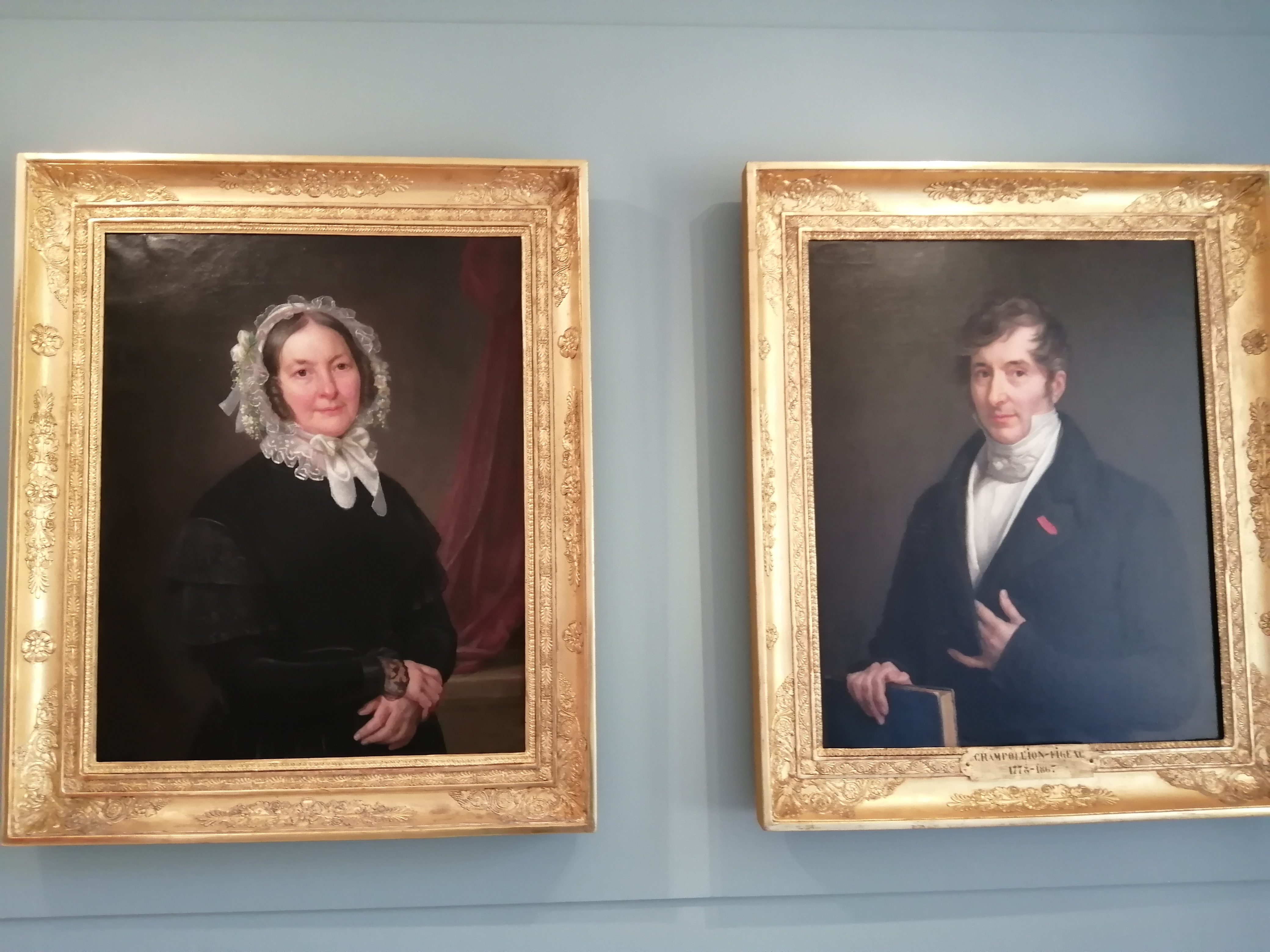
Portraits de Zoé Berriat et son époux Jacques-Joseph Champollion.
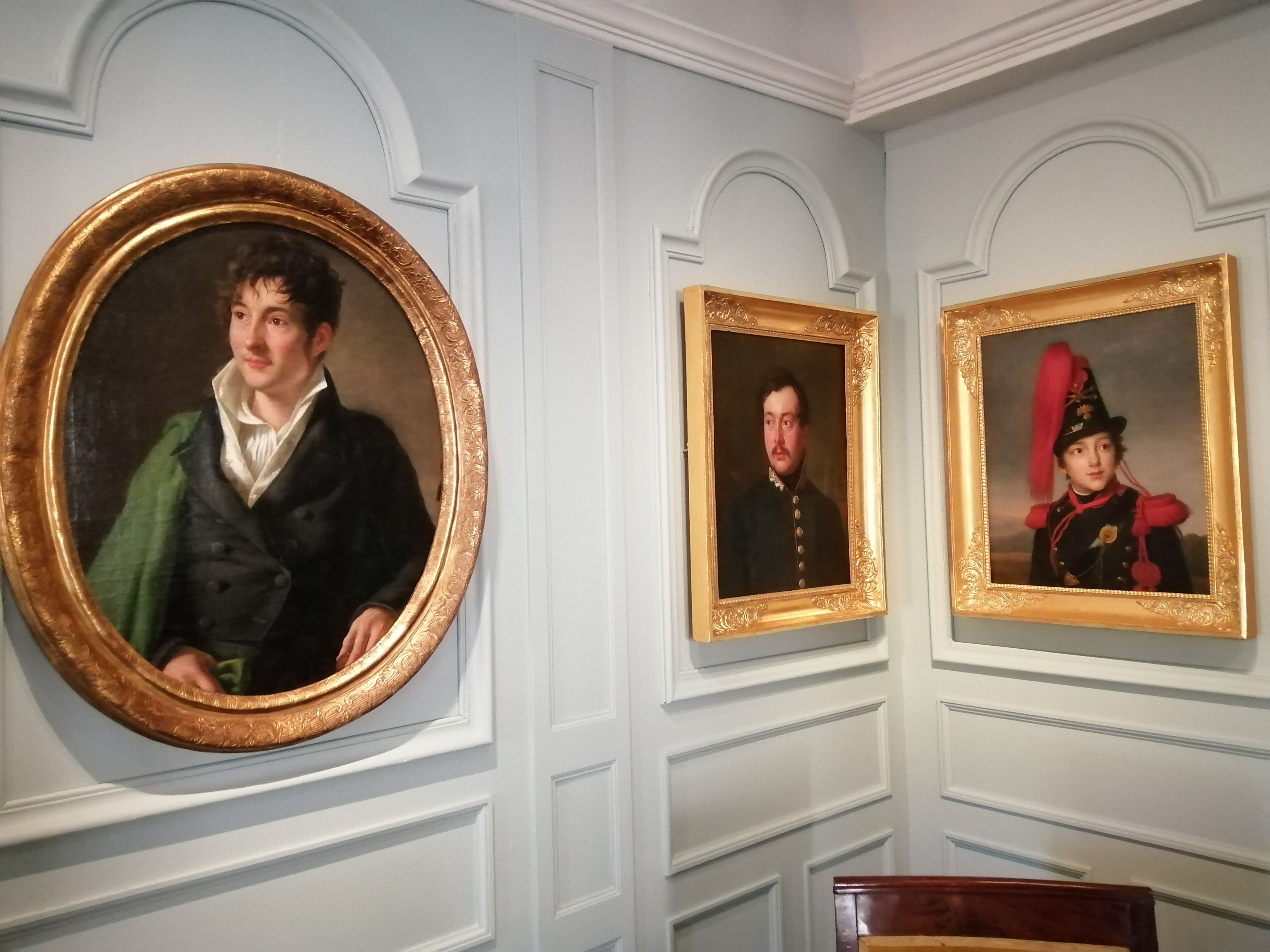
Portraits de Jacques-Joseph et ses fils.
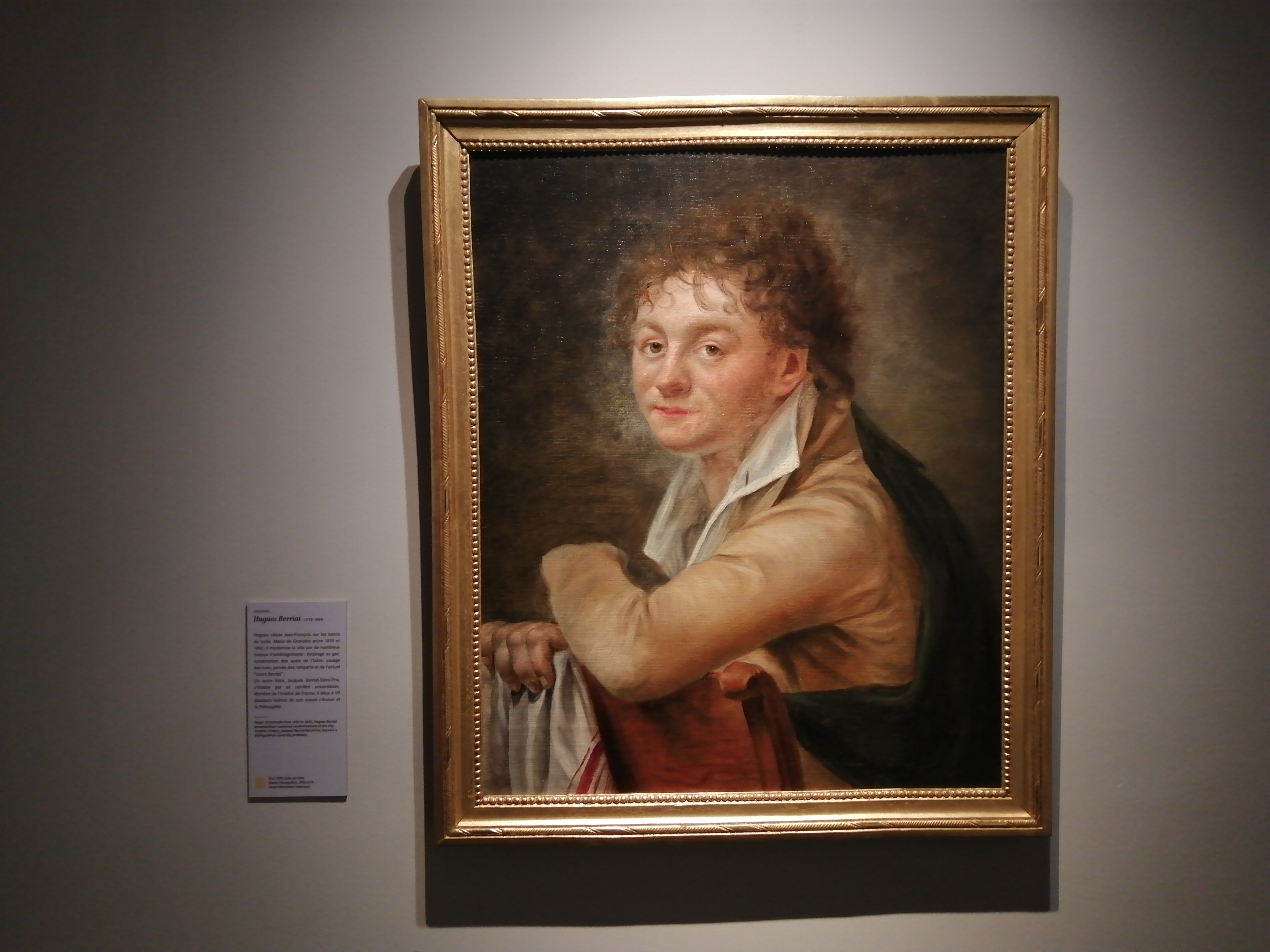
Portrait d'Hugues Berriat.
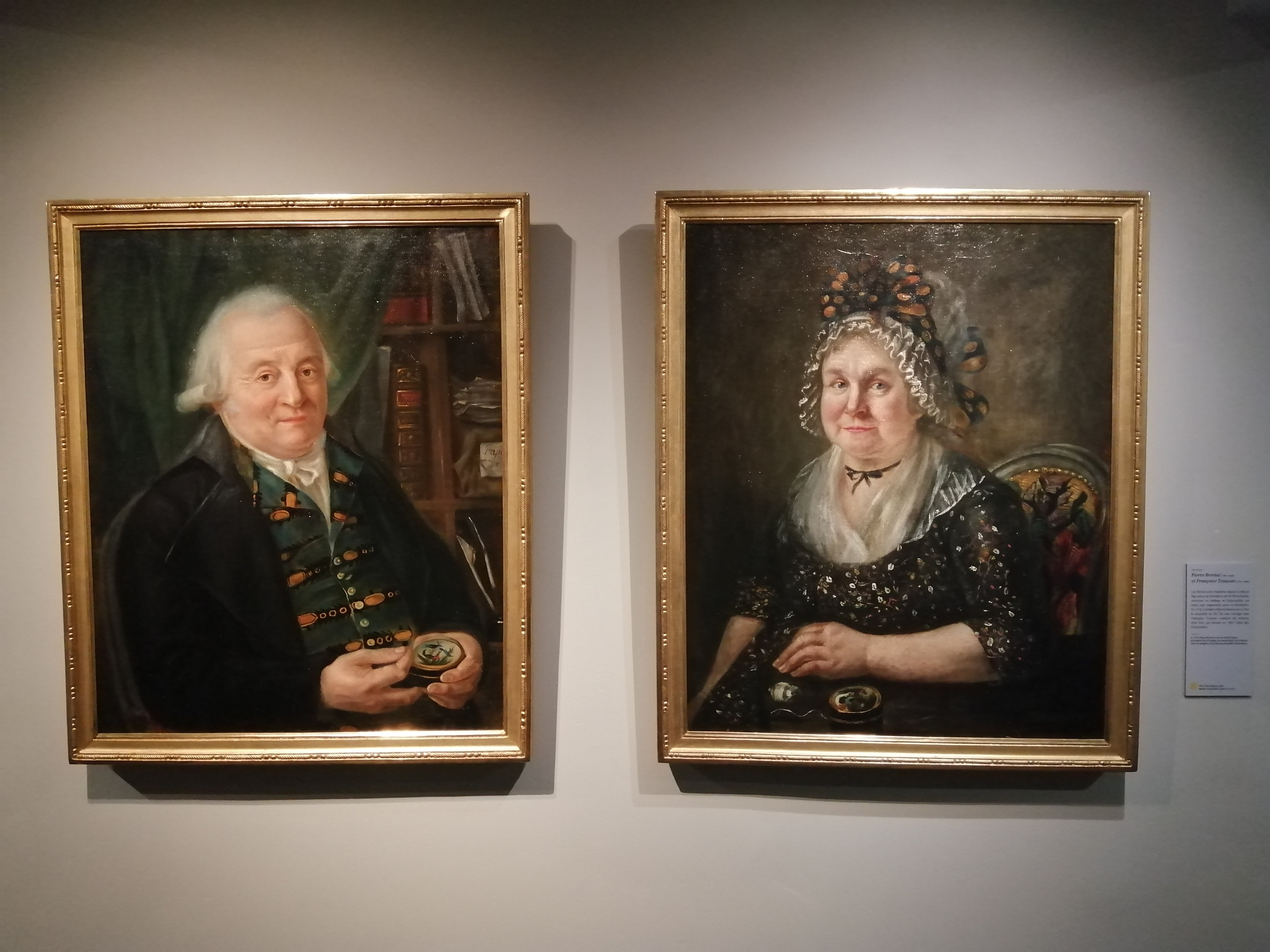
Portraits des époux Pierre Berriat et Françoise Trousset.
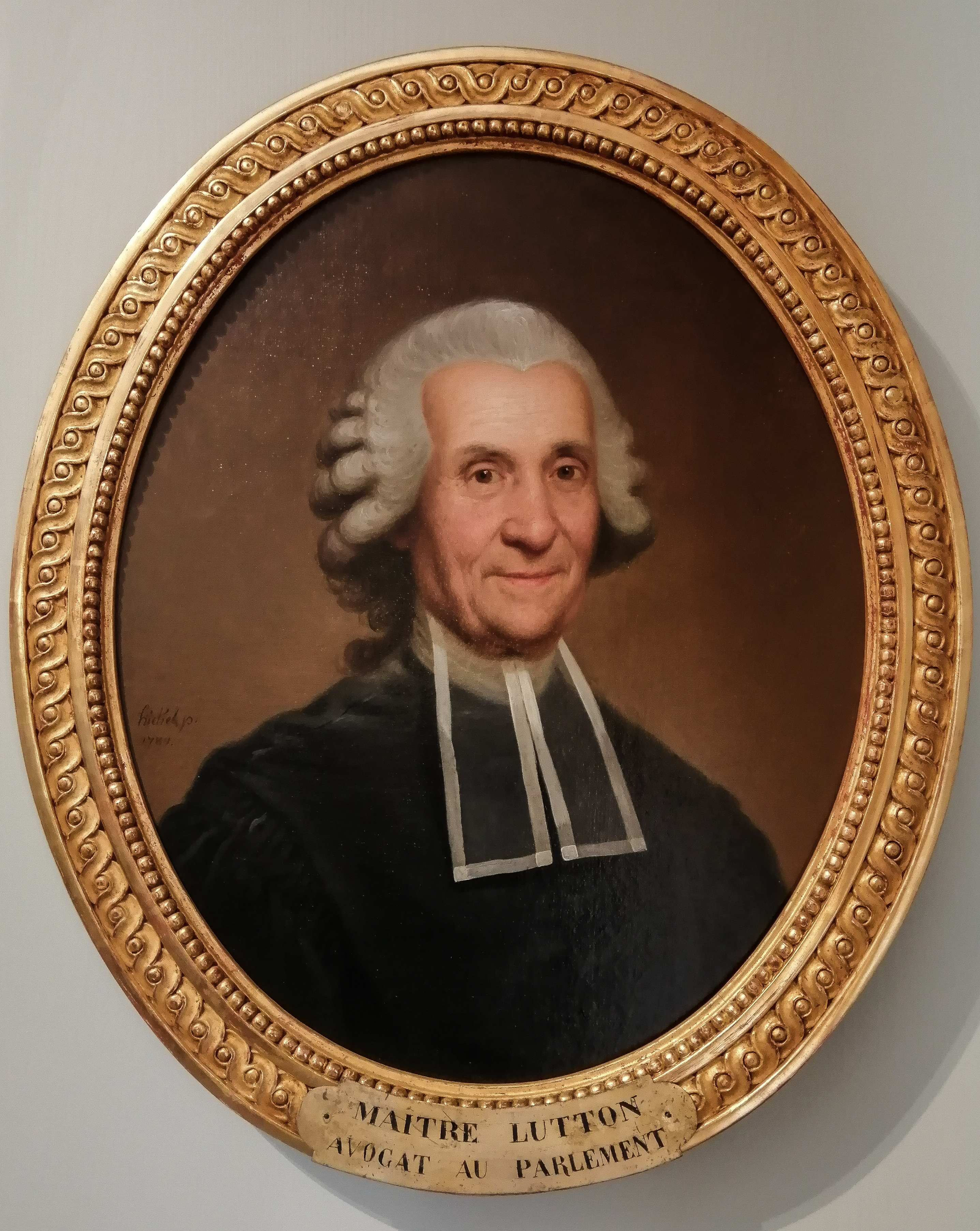
Portait de Maître Lutton.
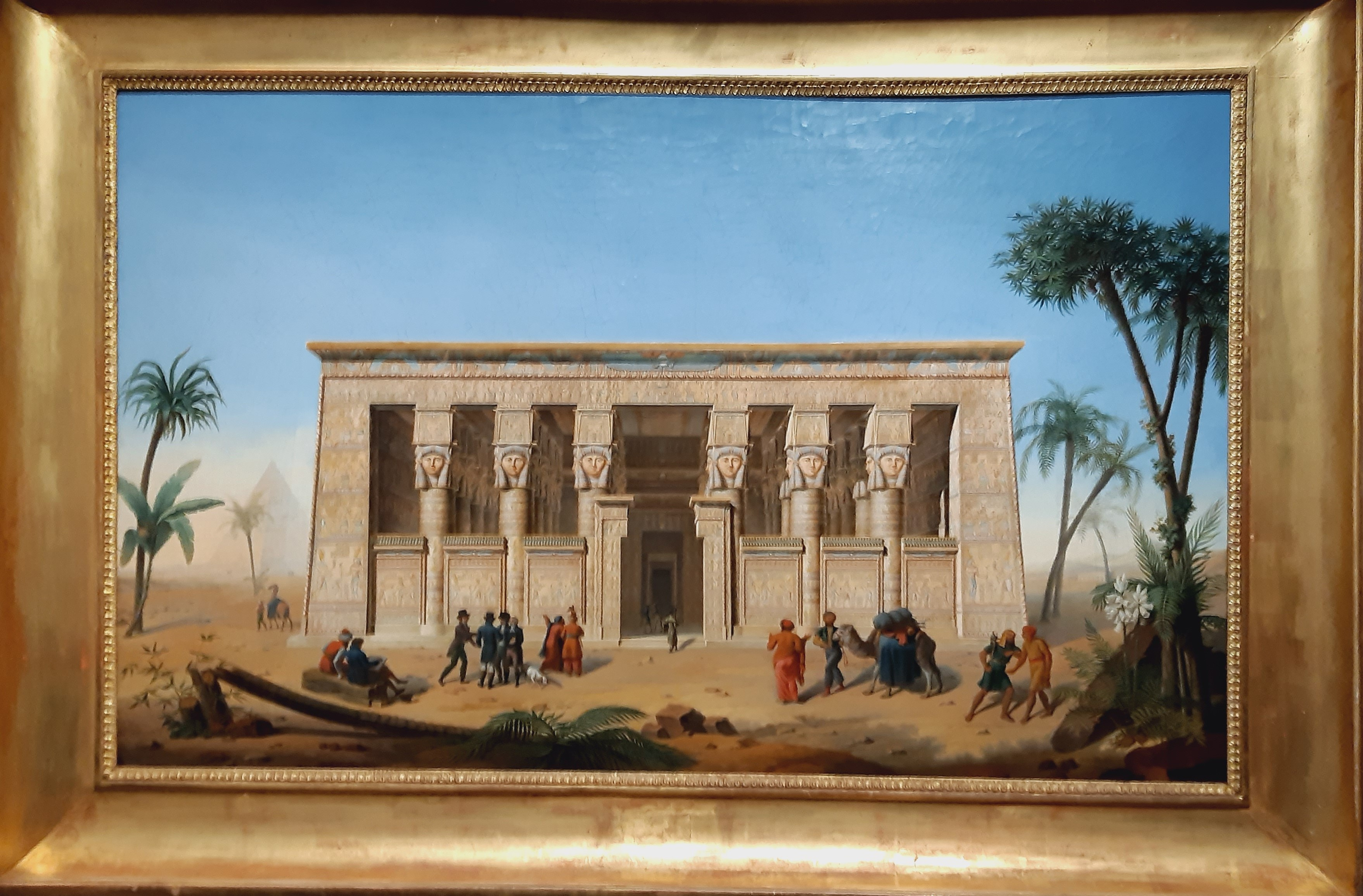
Les scientifiques de la campagne d'Égypte devant le temple de Dendera.

#### Objets et mobilier

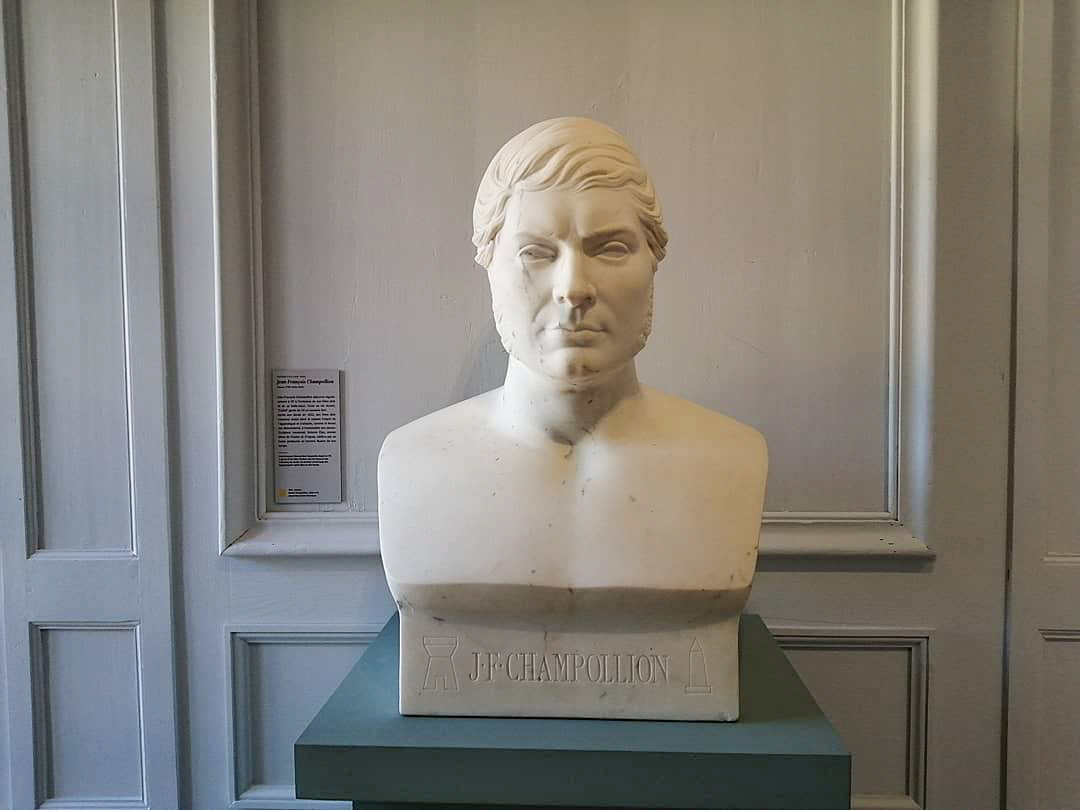
Buste de Jean-François Champollion, par Antoine Étex

- Buste de Jean-François Champollion (dit l'Égyptien) marbre d'Antoine Étex de 1841.
- Costume égyptien de Jean-François Champollion : une chéchia, une tunique et un manteau (vers 1828).
- Poignard égyptien avec son fourreau de Jean-François Champollion, vers 1820.
- Lit de Jean-François en acajou et bronzé doré, vers 1805.
- Bureau à gradin sur lequel J.F. Champollion a déchiffré  des hiéroglyphes, en acajou et bronze doré, fin XVIIIe, début XIXe siècle.
- Empreinte sur papier de la pierre de Rosette avec annotations de J.F. Champollion, vers 1820.
- Bible en hébreu offerte à Champollion vers 1800 et qu'il a paraphé[48].
- Maquette d'obélisque en bois et papier avec socle de marbre, début du XIXe siècle.
- Armoire « à l'égyptienne », chêne plaqué de palissandre décor peint et doré, début du XIXe siècle.
- Deux panneaux plaqués de palissandre contenant huit médaillons de plâtre des princes de la famille d'Orléans, signés Barre (l'un des médaillons étant daté de 1832).
- Vase « Champollion » en biscuit de Sèvres à décor de têtes de bouquetins offert par Louis-Philippe à Champollion-Figeac.
- Deux cartouches hiéroglyphiques dessinés par Jean-François Champollion vers 1820 sur la poutre centrale de sa chambre à Vif, se traduisant par : « Amon-Rê, seigneur de Thèbes, vivant à jamais ! » et « Le dieu Saghir, Champollion, puisse t-il vivre, être prospère, se bien porter ! »[BAM 6].

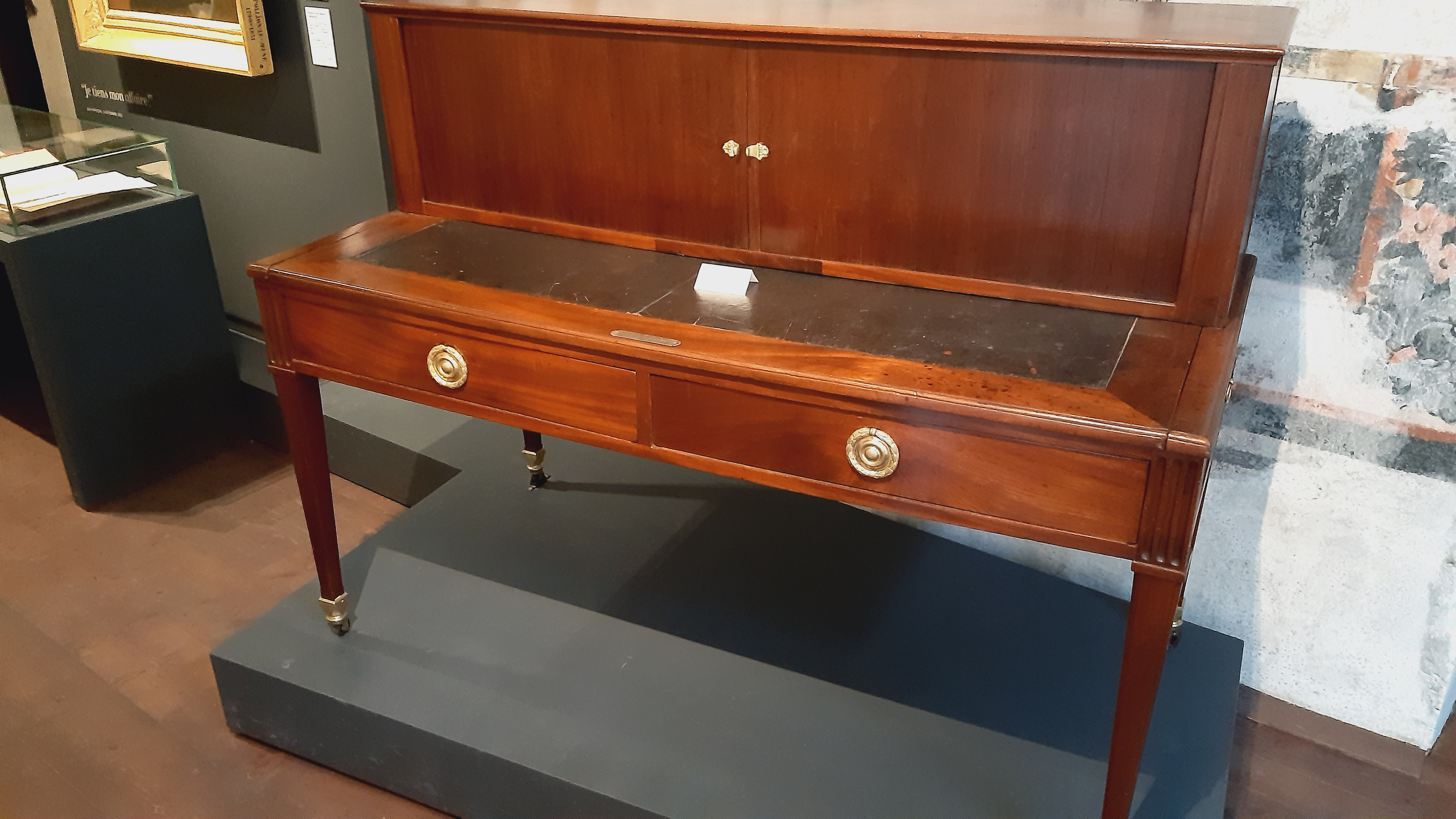
Bureau à gradin de Jean-François Champollion.
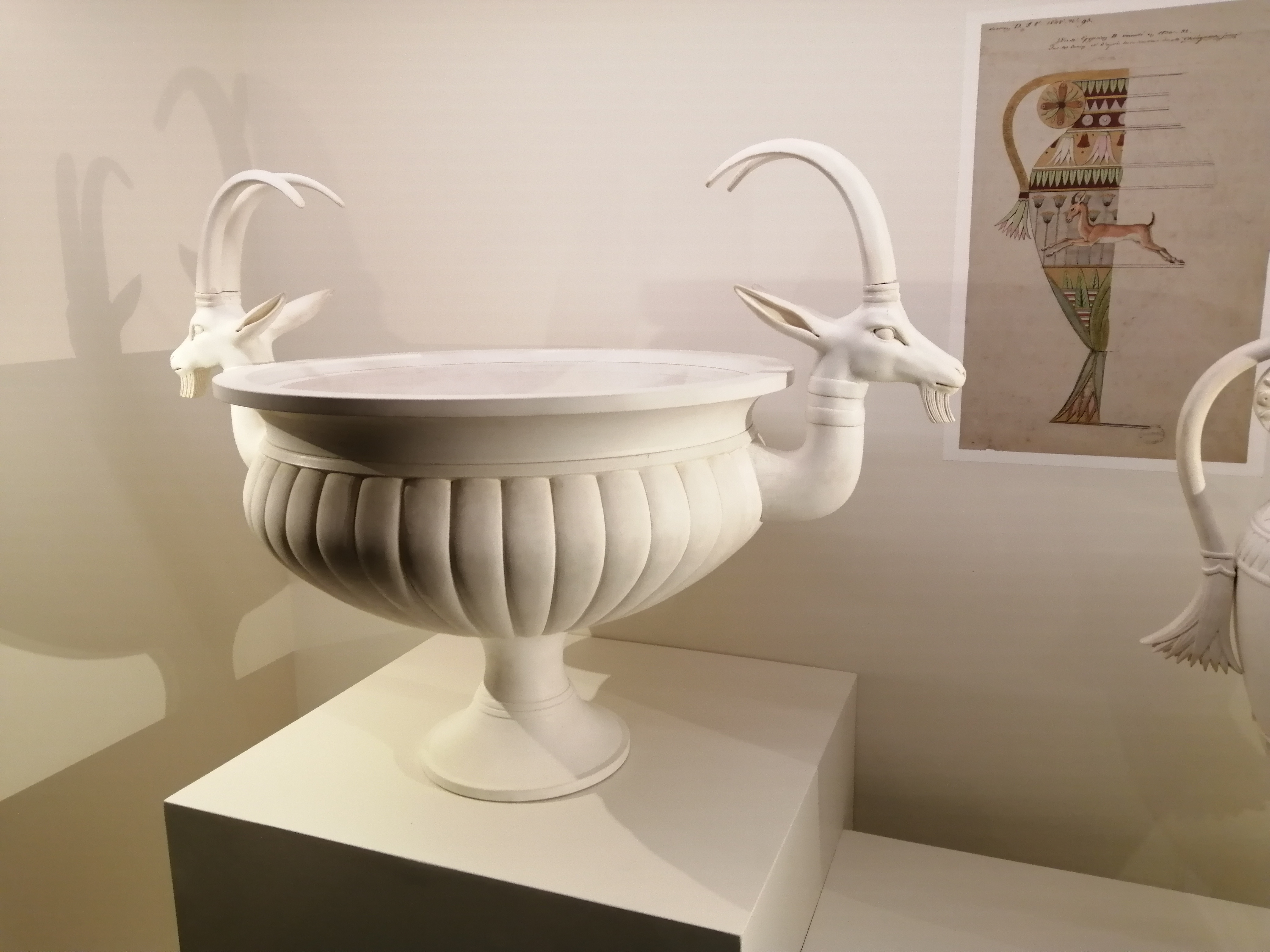
Vase « Champollion » en biscuit de Sèvres.
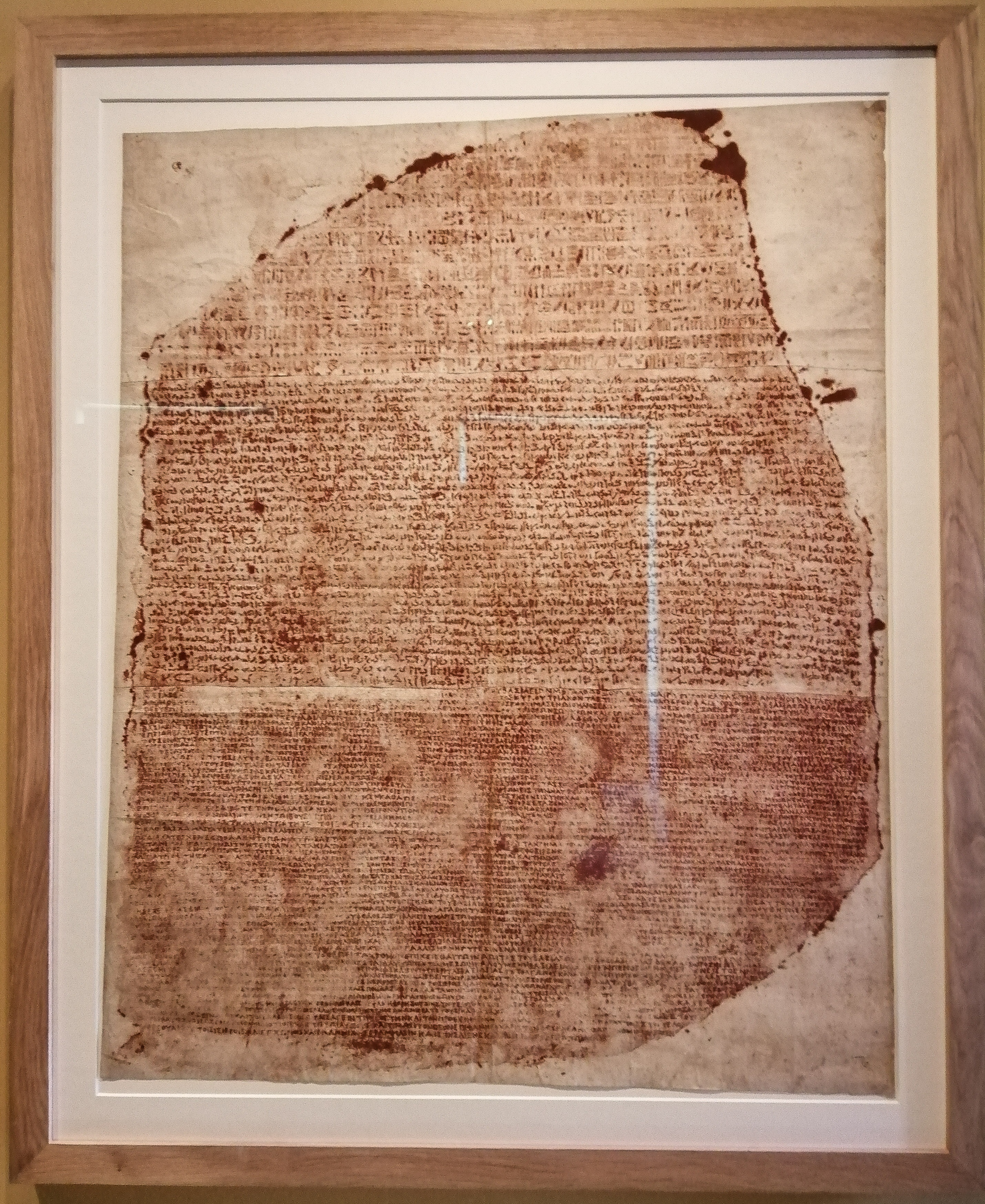
Estampage de la pierre de Rosette annoté par Champollion.
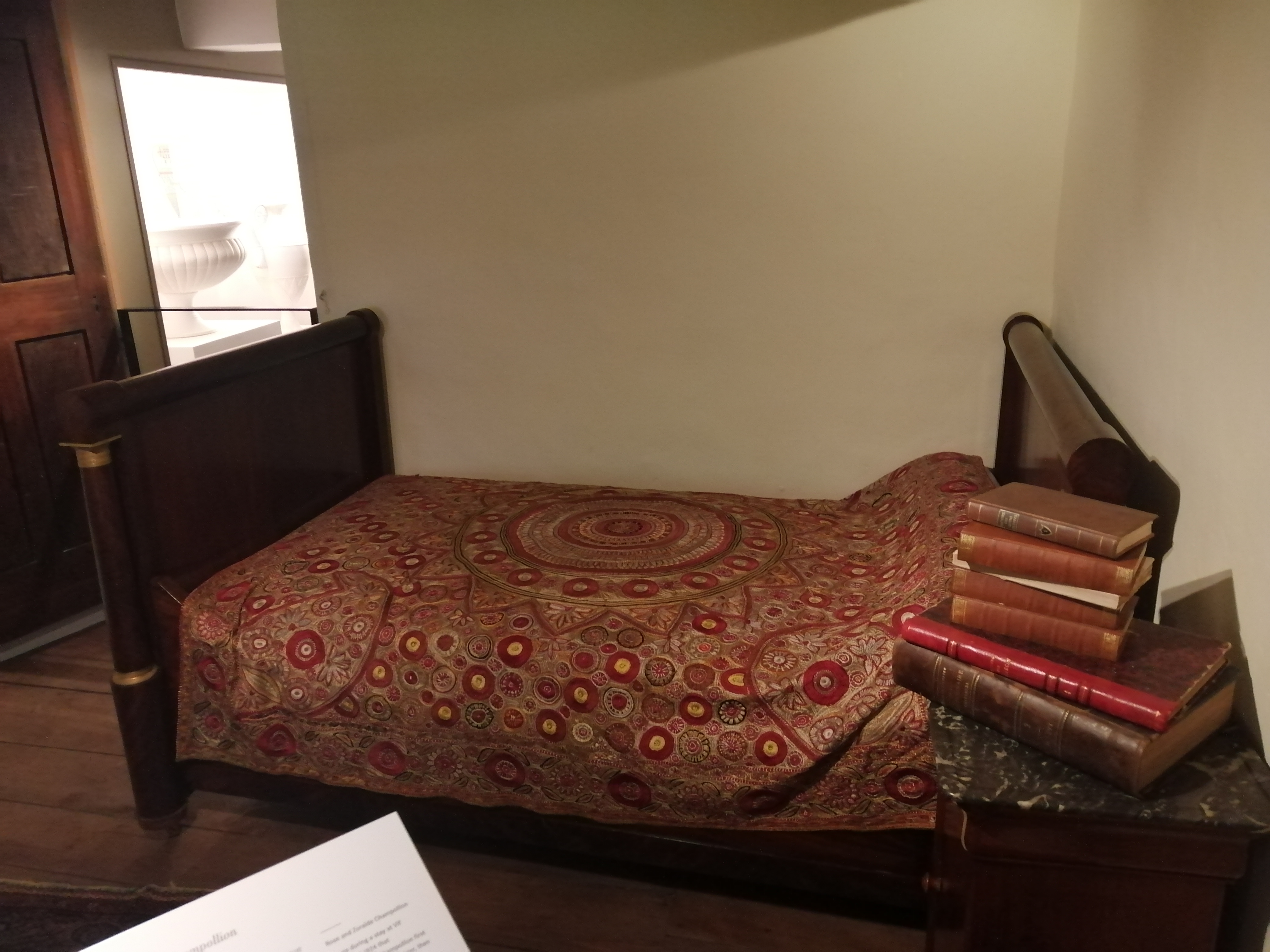
Le lit de Jean-François Champollion dans sa chambre au dernier étage.

## Expositions temporaires
En parallèle de l'exposition permanente installée dans la maison de maître, le musée Champollion propose aussi des expositions temporaires dans les 150 m2 de salle d'exposition et de salle pédagogique des dépendances du domaine. Le département a la volonté d'organiser deux à trois expositions temporaires par an.
- en 2021-2022 : du 5 juin 2021 au 18 septembre 2022[49], exposition Restituer l'Égypte Antique : Voyage architectural, de Jean-Claude Golvin à Assassin's Creed[50]. Dessins et croquis.
- en 2022-2023 : du 21 octobre 2022 au 31 octobre 2023, exposition Musée Champollion en Isère : un chantier déchiffré[26],[51],[52].
- en 2024 : du 29 mars au 29 septembre, exposition Dieux et Déesses d'Égypte, Le Panthéon de Champollion[53],[54].
- en 2025 : du 28 mars au 28 septembre, exposition Curieuses momies, Des Champollion au Synchrotron[55]. Exposition de momies humaines et animales.

## Autour du musée
Depuis 1994, l'Association dauphinoise d'égyptologie Champollion promeut et développe la connaissance de l'égyptologie et des archives de la famille Champollion. Elle prend cette nouvelle dénomination en 2005 et organise chaque année depuis 2007 la fête de l'égyptologie dans différents lieux à Grenoble ou dans la salle polyvalente de Vif. En octobre 2021, elle organise des visites guidées du musée à l'occasion de cette fête. Une autre association, celle des Amis du muséum de Grenoble y organise également des visites commentées. L'association vifoise Champollion à Vif, gérée par l'historien Alain Faure, participe aussi à la promotion du musée.

## Accès
Situé au sein de la vallée de la Gresse, le long de la rue Champollion au sud du vieux bourg de Vif, le musée est desservi par la ligne 25 lignes de bus Proximo de Grenoble, par la ligne C14 des lignes de bus Chrono, ainsi que par la T95 du réseau interurbain de l'Isère (arrêt Vif Mairie).
En voiture, il est accessible par la sortie no 12 de l'autoroute A51 (direction sud-nord vers Grenoble ou nord-sud vers le col du Fau) ainsi que par la RD 1075. Deux parkings se trouvent près du musée et du parc Champollion :
- Le parking de la place Jean-Couturier ;
- Le parking-relais de La Valonne.

### Filmographie
- Dans le secret des hiéroglyphes - Les frères Champollion, documentaire de Jacques Plaisant, disponible sur arte.tv du 9 septembre 2022 au 7 mars 2023, 93 minutes.